# Wimbledon Championships

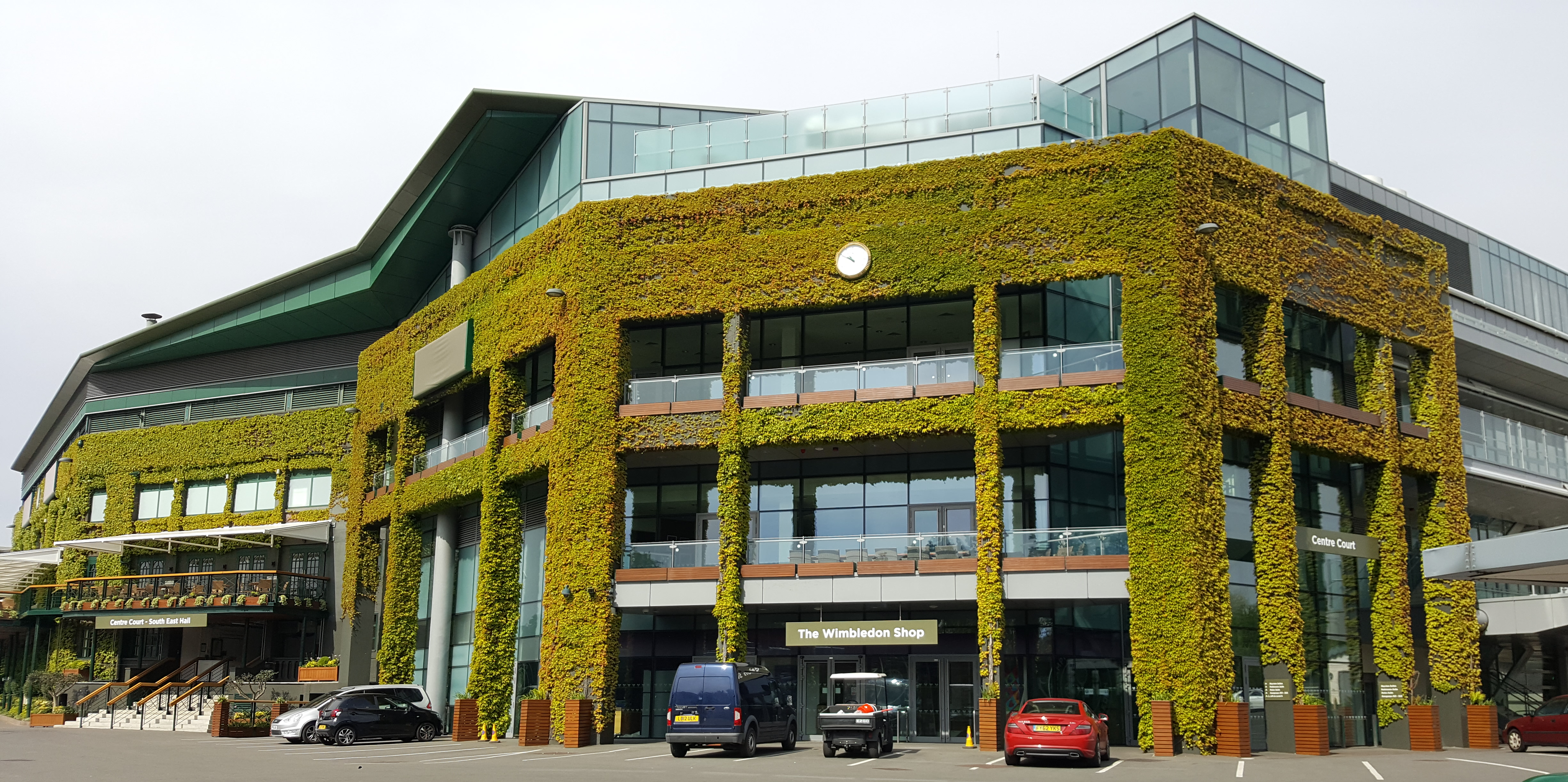
Eingang zum Wimbledon Shop am Centre Court

Als Wimbledon Championships (in der Kurzform auch Wimbledon) wird das älteste und prestigeträchtigste Tennisturnier der Welt bezeichnet. Ab Ende Juni werden in Wimbledon, dem Stadtteil SW19 (south-west-nineteen) von London, jährlich zwei Wochen lang die Lawn Tennis Championships vom All England Lawn Tennis and Croquet Club (Lawn englisch Rasen) ausgetragen. Es ist das dritte Grand-Slam-Turnier des Jahres und das einzige, das auf Rasen gespielt wird. Die Plätze in Wimbledon werden umgangssprachlich auch als „heiliger Rasen“ bezeichnet, das Turnier auch als Fortnight (deutsch Vierzehn Tage). Das Turnier zählt zu den größten und bedeutendsten Sportveranstaltungen der Neuzeit. Titelträger des Jahres 2024 waren Carlos Alcaraz und Barbora Krejčíková, 2025 siegte Iga Świątek im Dameneinzel und Jannik Sinner bei den Herren.
Zur aktuellen Ausgabe siehe Wimbledon Championships 2025. Zu früheren Turnierjahren siehe die Navigationsleiste unten.

## Geschichte

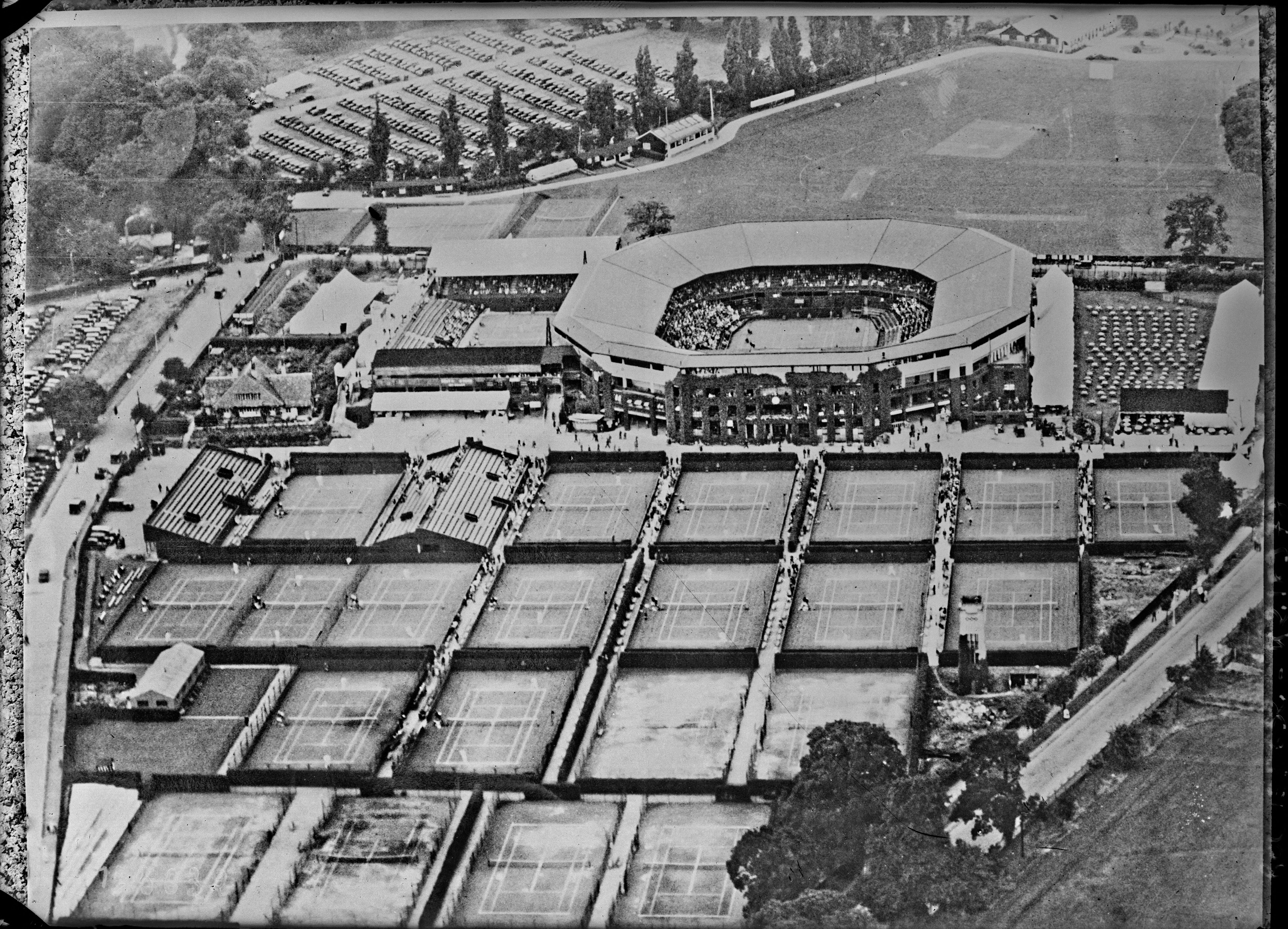
Wimbledon-Anlage 1931

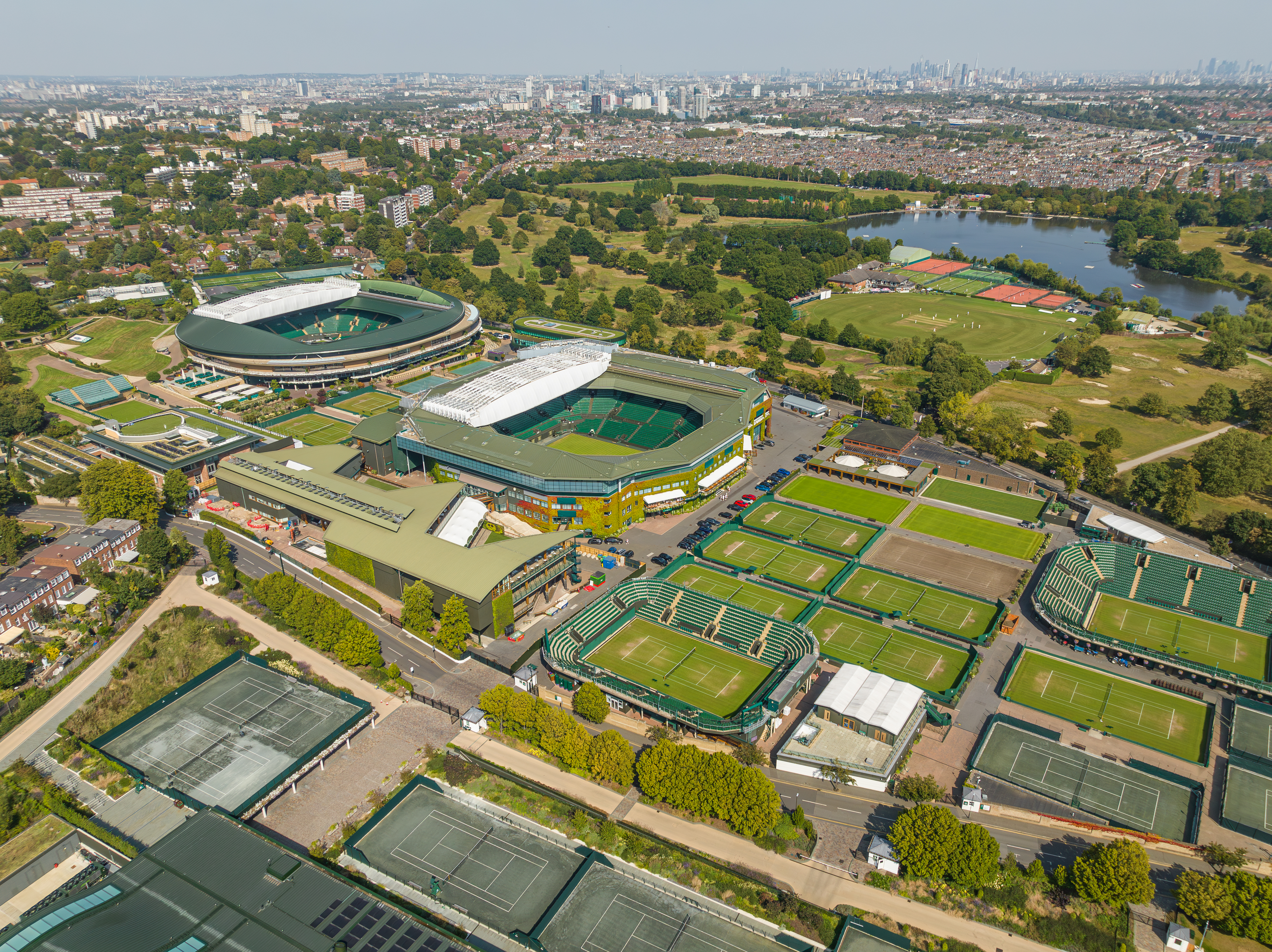
Wimbledon-Anlage 2024

Die ersten Lawn Tennis Championships begannen am 9. Juli 1877 auf einem Gelände an der Worple Road in Wimbledon. Anlass dafür war die Rechnung über 10 Pfund für eine Rasenwalze, die erneuert werden musste. So entstand die Idee, ein Turnier abzuhalten und dafür Eintrittsgeld von den Zuschauern zu verlangen.
Zunächst nur für Männer zugelassen, wurden 1884 die Wettbewerbe für Dameneinzel und Herrendoppel eingeführt. Damendoppel und Mixed wurden 1913 ins Turnierprogramm aufgenommen. 1922 wurde ein neuer Tenniskomplex an der Church Road eingeweiht. Das für 15.000 Zuschauer ausgelegte Stadion entwickelte sich zum „Mekka des Tennissports“. 1937 wurden die Championships erstmals im Fernsehen übertragen. Erstmals seit dem Zweiten Weltkrieg wurde eine Austragung des Tennisturniers infolge der COVID-19-Pandemie im Jahr 2020 abgesagt.
Beim Wimbledonturnier 1973 sagten 81 Spieler ihre Teilnahme ab, darunter Titelverteidiger Stan Smith. Zwölf von 16 gesetzten Spielern zogen zurück. Niki Pilić wurde kurz zuvor vom nationalen Verband sowie vom Amateur-Weltverband gesperrt, weil er sich geweigert haben soll, im Davis Cup für Jugoslawien anzutreten und stattdessen in Montreal im Doppel um Prämien gespielt hatte. Die ATP rief ihre Profis zum Boykott des Wimbledonturniers auf, wenn Pilić nicht spielen dürfte. Und fast alle Mitglieder der ATP, bis auf Ilie Năstase, Roger Taylor und Ray Keldie, folgten dem Aufruf.
Die Namen rund um das Gelände haben einen historischen Bezug, beispielsweise:
- Tea Lawn (Zentrum des Geländes)
- Rosewater-Pavilion (nach der Damentrophäe Venus Rosewater Dish benannt)
- Doherty-Gates (eine Hommage an die Brüder Laurence Doherty und Reginald Doherty)
- Wingfield-Café (benannt nach Major Walter Clopton Wingfield)
- Cavendish Restaurant, nach Henry Jones benannt, der als ‚Cavendish‘ bekannt war und 1877 die ersten Meisterschaften und die erste Damenmeisterschaft vorschlug

## Tradition

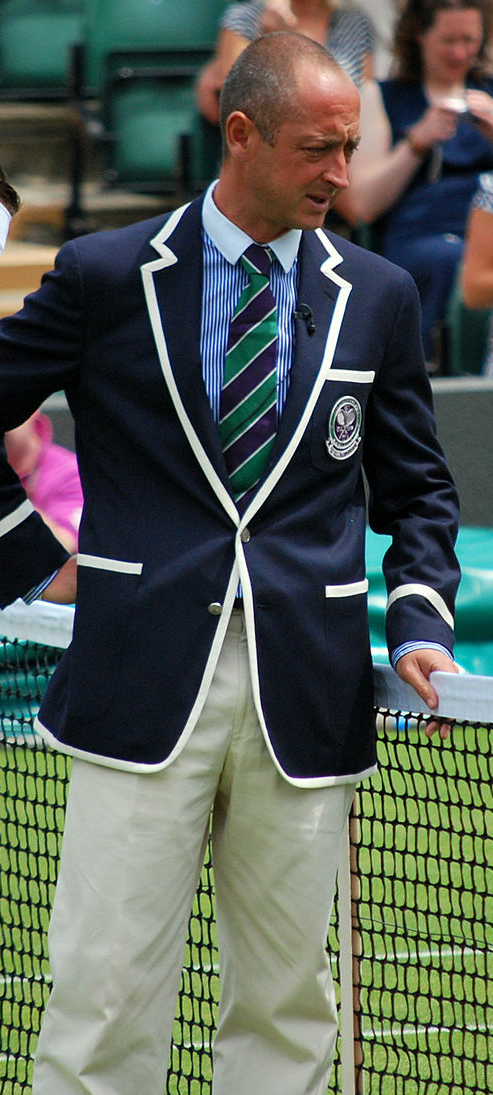
Stuhlschiedsrichter in traditioneller Kleidung

Bis heute hat sich Wimbledon einen speziellen, konservativ-vornehmen Charakter bewahrt, der das Turnier von allen anderen abhebt. Nur hier findet die traditionelle Regelung, dass 90 Prozent der Spielkleidung weiß sein müssen, noch Anwendung. Die Kleiderregeln erstrecken sich auch auf Stuhlschiedsrichter, die ein gestreiftes Hemd mit weißem Kragen, beige Hosen für Männer und einen langen beigen Rock oder beiger Hose für Frauen sowie ein dunkelblaues Jacket tragen müssen. Sie dürfen jedoch bei Hitze das Jacket ausziehen. Die offiziellen Farben von Wimbledon sind Dunkelgrün und Lila. Diese Farben wurden 1909 eingeführt, nachdem festgestellt wurde, dass die ursprünglichen Farben des All England Lawn Tennis Clubs (Blau, Gelb, Rot und Grün) denen der Royal Marines zu sehr ähnelten. Das Publikum erträgt den nicht selten vorkommenden und Spielpausen erzwingenden Regen mit Gleichmut. Traditionell war der erste Sonntag nach Turnierbeginn spielfrei. Man wollte damit dem Rasen eine Erholungspause gönnen. Auf Grund neuer Techniken der Rasenpflege verzichtet man nunmehr darauf, weshalb auch am ersten Sonntag das Turnier stattfindet. Das Eröffnungsspiel findet auf dem Centre Court statt und ist dem Titelverteidiger im Herreneinzel vorbehalten. Am Manic Monday finden – als einzigem Grand-Slam-Turnier – alle Achtelfinalspiele der Damen und Herren am gleichen Tag statt.

### Königsloge

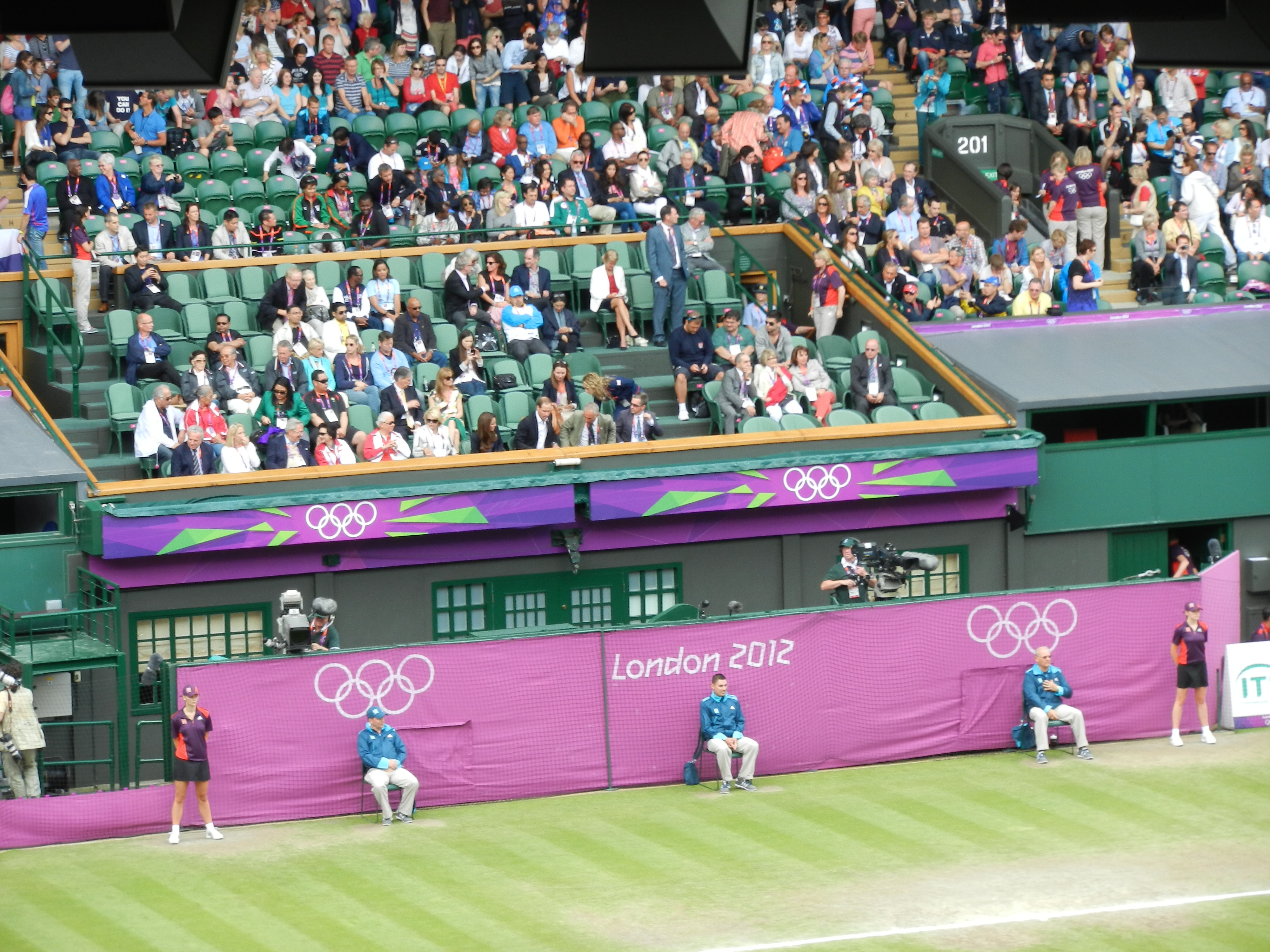
Royal Box, 2012

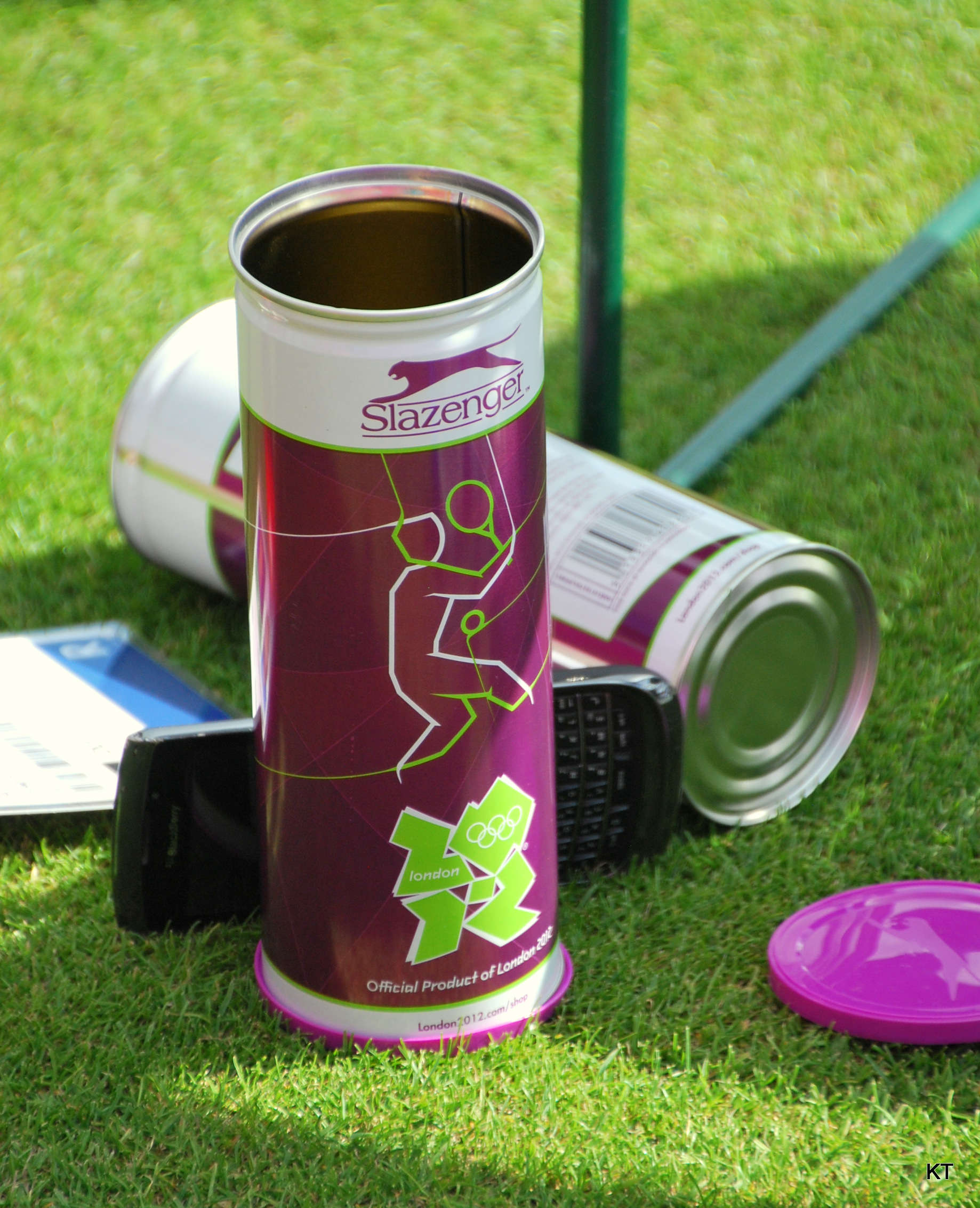
Slazenger Tennisbälle

Nachdem mit Georg V. ab 1907 erstmals ein Mitglied der britischen Königsfamilie in Wimbledon zu Gast gewesen war, wurde dort 1922 eine königliche Loge (engl. royal box) mit 74 Sitzen eingerichtet, die den Mitgliedern der Königsfamilie, Politikern, Sportlern und sonstigen geladenen Prominenten vorbehalten sind. Als Präsident des All England Lawn Tennis and Croquet Club überreicht in der Regel Edward, 2. Duke of Kent, den Siegern von Wimbledon die Trophäen. Auch Königin Elisabeth II. hat die Siegerehrung in Wimbledon bereits vorgenommen, z. B. in den Jahren 1957 oder 1962. Von 1969 bis 2001 übernahm diese Aufgabe bei den weiblichen Gewinnern die Frau des Duke of Kent, Katharine, Duchess of Kent, die sich danach aus dem öffentlichen Leben zurückgezogen hat. Bis zu einer Regeländerung im Jahre 2003 wurde von den Spielern beim Betreten des Platzes und bei der Siegerehrung erwartet, vor den Mitgliedern der Königsfamilie mit einem Knicks (Damen) oder einer Verbeugung (Herren) höflich ihren Respekt zu bekunden. Weil Ilie Năstase u. a. die englischen Spielerinnen als „Fucking Bitches“ beleidigte, gilt er seitdem beim Turnier in Wimbledon als unerwünschte Person. Ihm ist der Zugang zur Prominententribüne verwehrt.

### Tennisbälle
Im Wimbledon wurden seit 1902 weiße Tennisbälle des englischen Herstellers Slazenger verwendet. 1972 führte die ITF gelbe Tennisbälle ein, weil diese besser sichtbar waren. Wimbledon hielt jedoch an den weißen Bällen bis 1986 fest, bevor sie die Farbe der Bälle wechselte. Der Tennisball, der verwendet wird, ist seitdem der Slazenger Wimbledon Official Tennis Ball. Die Bälle befinden sich in luftdicht verschlossenen Dosen unter Druck und werden bis zum Matchbeginn bei 20 °C gelagert. Insgesamt werden in allen Matches während eines Turniers 54.250 Bälle verbraucht.
Der Stuhlschiedsrichter hält Bälle vor, die bereits in drei, fünf oder sieben Spielen eingesetzt worden sind. Sollte nach einer längeren Unterbrechung eine erneute Einspielzeit notwendig sein, werden diese vorgehaltenen gebrauchten Bälle – je nach Spielstand – zum Einspielen verwendet. Im fortgesetzten Match selbst kommen die zuletzt im Match gespielten Bälle zum Einsatz.
Für gebrauchte Bälle besteht eine hohe Nachfrage unter den Zuschauern. Sie konnten für den halben Preis an speziellen Ständen ab 11 Uhr und ab 15 Uhr erworben werden. 2025 wurden Insgesamt 24.595 gebrauchte Bälle verkauft. Der Erlös von über 41.000 Pfund wurde wohltätigen Zwecken zugeführt.

### Tennissaiten
Insgesamt werden 6000 Schläger der rund 800 Teilnehmer während des Turniers neu besaitet. Die Besaitung eines Schlägers dauert etwa 20 Minuten. Die Besaiter beginnen ihren Job um 5 Uhr früh und arbeiten, bis der letzte Ballwechsel gespielt wurde. Den Besaitungsservice bietet das Unternehmen Babolat, das nach langjähriger Partnerschaft seit 2022 offizieller Besaiter wurde. Babolat hat 1875 in Frankreich die Tennissaite erfunden.

### Bekleidung
Bei der Bekleidung schreibt die ITF im § 24 für Wettkämpfe vor, wo und in welcher Größe Werbung, insbesondere des Herstellers, angebracht werden darf. Sie darf an zwei Stellen je nach Platzierung 13 cm², 26 cm² beziehungsweise 39 cm² groß sein. Bei regelwidriger Bekleidung kann der Spieler beziehungsweise Spielerin zum Kleiderwechsel aufgefordert werden. Wird dem nicht nachgekommen, folgt eine Disqualifikation. Auf der Kleidung oder Ausrüstung der Spieler dürfen keine Kennzeichen angebracht sein, die für Wettbüros, Tabak- oder E-Zigarettenprodukte, Spirituosen, politische Aktivitäten oder andere Kategorien werben/diese zeigen, die als schädlich für den Tennissport, die ITF oder die ITF World Tennis Tour erachtet werden. In Wimbledon gelten zusätzlich besondere Regeln seit 1884, wonach die Spielbekleidung zu mindestens 90 % weiß zu sein hat (selbst „gebrochenes weiß“ oder cremefarben ist nicht zulässig). Ein bis zu zehn Millimeter breiter farbiger Rand ist gestattet. Grundlage für diese Regel war bei ihrer Einführung, dass auf farbiger Kleidung Schweißflecken deutlich zu sehen sind. Sogar die Schuhsohlen der Tennisschuhe haben weiß zu sein. Erst seit 2023 ist es Tennisspielerinnen erlaubt, auch dunkle Unterwäsche zu tragen. Darauf haben Tennisspielerinnen wegen ihrer möglichen Menstruation bestanden. Sie fanden es auch befremdlich, dass ihnen jemand unter den Rock schauen will, um zu sehen, ob man auch weiße Unterhosen trage. Die dunkle Unterwäsche darf jedoch nicht über den Tennisrock hinausragen.

### Erdbeeren mit Sahne, Pimm’s und Champagner

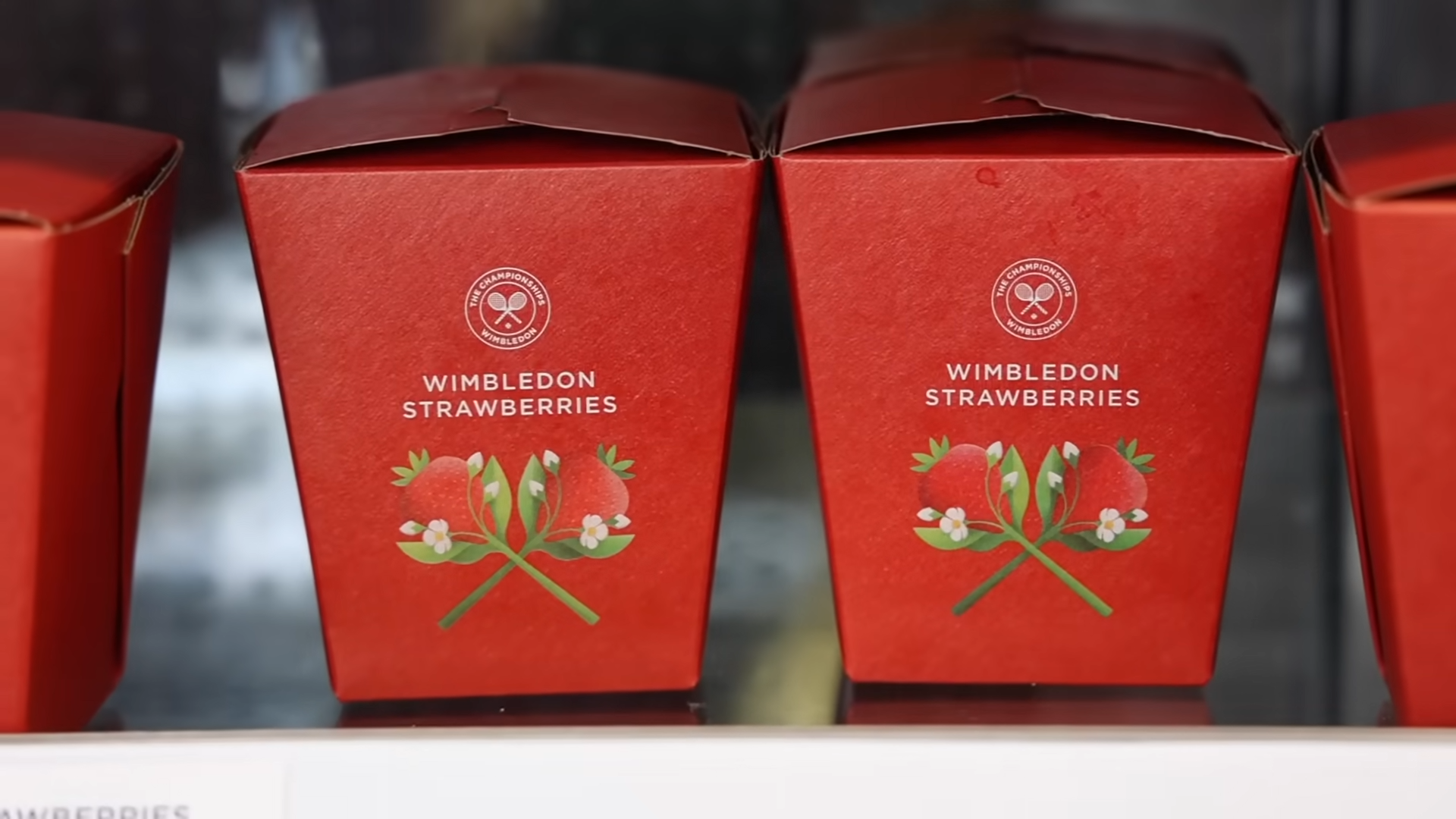
Abgepackte Erdbeeren mit Sahne in Wimbledon

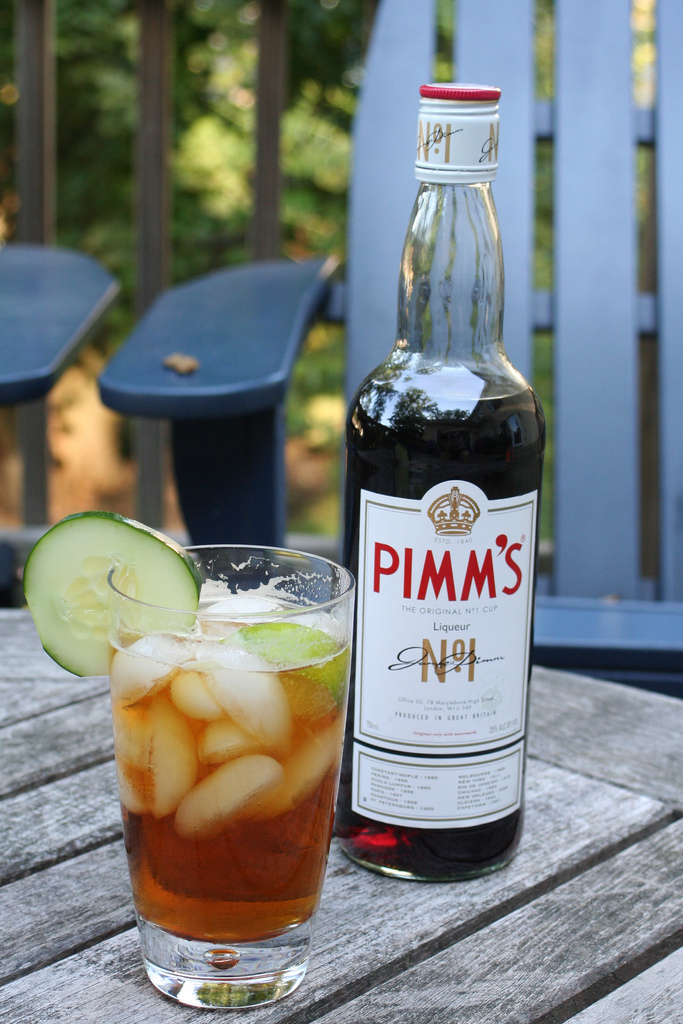
Pimm’s Cup

Erdbeeren mit Sahne werden traditionell von den Zuschauern in Wimbledon gegessen und sind kulturell zum Synonym für das Turnier geworden. Die Schale wird „Punnet“ (englisch Körbchen) genannt. Der Ursprung dieser Tradition soll auf einen Besuch zurückgehen, den König Heinrich VIII. seinem Lordkanzler, Kardinal Thomas Wolsey, abstattete, dessen Residenz im Hampton Court Palace, etwa zehn Kilometer von Wimbledon entfernt, lag. Gerüchten zufolge soll der Koch damals Walderdbeeren mit Sahne als Dessert serviert haben. Seitdem der König sie aß, wurde das Dessert immer beliebter. Dieser langjährigen Tradition entsprechend, werden jedes Jahr während des Turniers Erdbeeren mit (flüssiger) Sahne konsumiert, mehr als 38,4 Tonnen Erdbeeren (genauer gesagt 1,92 Millionen Erdbeeren) und 445 kg Himbeeren mit 11.000 Litern Sahne. Im Jahr 2019 entsprach dies 191.930 Portionen. Die benötigten Elsanta-Erdbeeren werden seit 1999 jeden Tag frisch in den frühen Morgenstunden in einer 54 km südöstlich von London – in Mereworth in der englischen Grafschaft Kent – gelegenen Farm (Hugh Lowe Farms) gepflückt. Der Preis für eine Portion mit 10 Erdbeeren betrug von 2010 bis 2024 unverändert 2,50 £ (2,95 €) und wurde 2025 auf 2,75 £ angehoben.
Noch häufiger wird der Pimm’s Cup seit 1971 in Wimbledon konsumiert. 2019 wurden 276.000 dieser Cocktails verkauft, 2023 bereits 330.000.  Der Preis stieg inzwischen auf 11,95 £ (14,20 €) im Jahre 2024. Er besteht aus Pimm’s No. 1 (ein leicht bitterer, kräutrig-würziger Likör auf Gin-Basis mit einem Alkoholgehalt von 25 % vol.), kohlensäurehaltiger Zitronenlimonade, Eiswürfeln, dünnen Orangen- und Zitronenscheiben, Minzblättern und Gurken.
Täglich werden an die 20.000 Flaschen Champagner (von Lanson, einem der Hauptsponsoren seit 1977) konsumiert, dies auch auf den Tribünen, was die Stuhlschiedsrichter dazu nötigt, die Zuschauer zu bitten, das Knallen der Champagnerkorken während der Ballwechsel zu unterlassen. Seit 1977 wurden geschätzt über vier Millionen Gläser getrunken. Lanson ist seit der Ära Victoria britischer Hoflieferant und darf auf seinem Etikett daher das Wappen des Britischen Königshauses tragen.

### Last 8 Club
682 aktive und ehemalige Profis (Stand 2025) sind Teil eines elitären Klubs, dem sogenannten „Last 8 Club“ (Klub der letzten acht), darunter 30 Deutsche. Den Mitgliedern ist es erlaubt, für den Rest ihres Lebens die Anlage zu besuchen. Sie haben unter anderem Zugang zum Centre Court und zum Court No. 1, hinzu kommen kostenloser Kaffee, Tee und Gebäck in einer exklusiven Lounge. Voraussetzung, um in den Klub aufgenommen zu werden, ist das Erreichen des Viertelfinals im Einzel-, des Halbfinals im Doppel- sowie des Finals im Mixed-Wettbewerb. Die Idee zum „Last 8 Club“ hatte Buzzer Hadingham 1986. Der frühere Chairman des All England Clubs wollte damit besondere Leistungen würdigen, die eben nur nicht ganz zum Triumph gereicht hatten. Die Mitglieder werden jedes Jahr vor den Wimbledon Championships angeschrieben, ob sie von den Privilegien Gebrauch machen wollen.

### Mitgliedschaft im AELTC
Es gibt fünf Kategorien der Mitgliedschaft im All England Lawn Tennis and Croquet Club (AELTC): Vollmitglied, lebenslanges Mitglied, Ehrenmitglied, temporäres Mitglied und temporäres Juniormitglied.
- die Vollmitgliedschaft und lebenslange Mitgliedschaft ist auf 375 Personen begrenzt (entsprechend der Anzahl der Sitzplätze auf der ehemaligen Worple Road-Tribüne der alten Anlage). Alle genießen volle Privilegien.
- Vom Vorstand gewählte Ehrenmitglieder, meist ehemalige Einzelsieger und andere Personen, die sich besondere Verdienste um den Sport erworben haben.
- Rund 120 temporäre Mitglieder, ebenfalls vom Vorstand gewählt. Sie werden jährlich neu ernannt.

Um Mitglied zu werden, muss man von vier Vollmitgliedern vorgeschlagen, unterstützt und befürwortet werden. Sie müssen den Antrag schriftlich begründen. Eine Warteliste aus etwa 1000 Personen besteht seit vielen Jahren.

### Wimbledon Lawn Tennis Museum

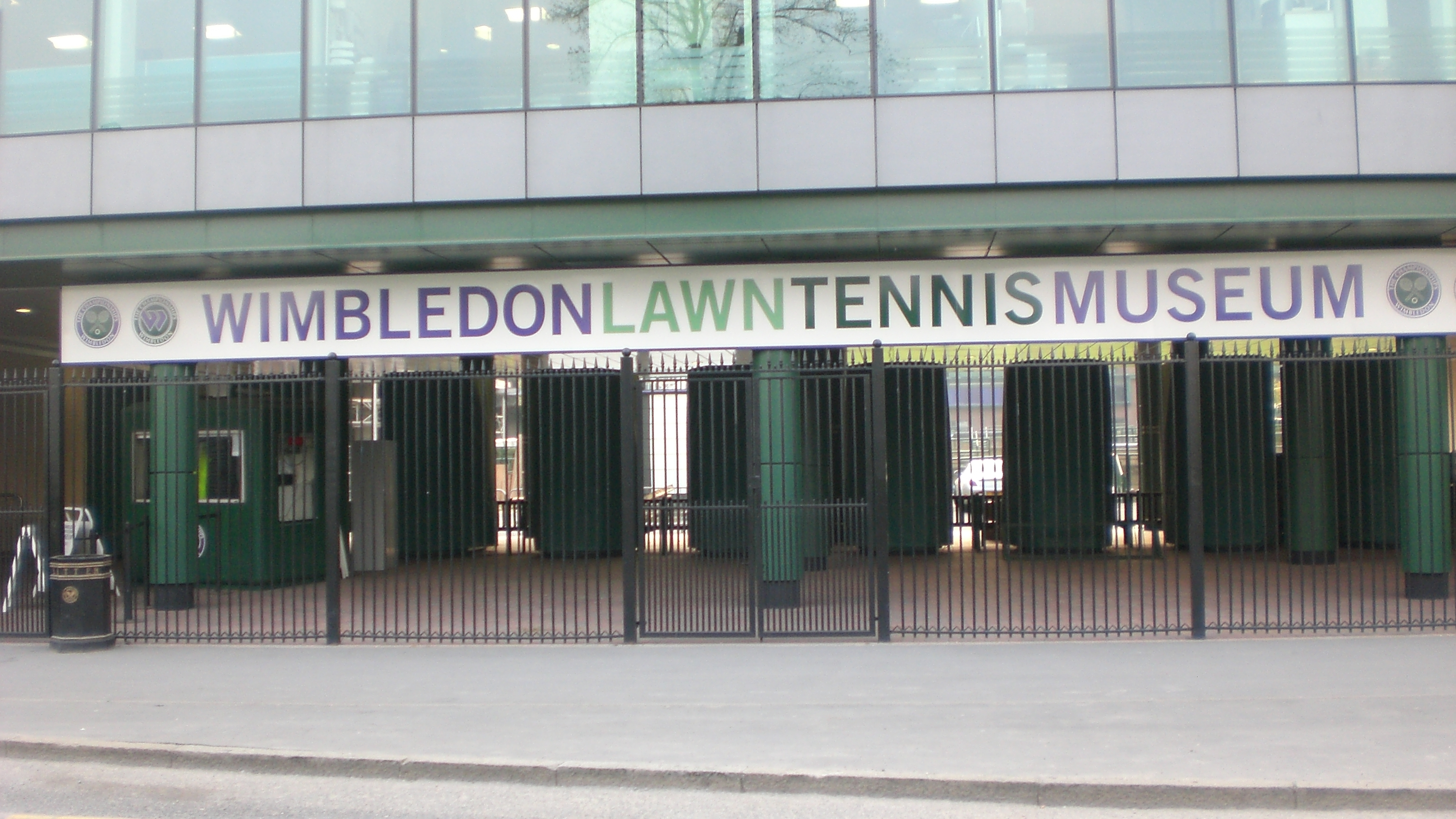

Das Wimbledon Lawn Tennis Museum wurde im Jahr 1977 eröffnet. Die Sammlung des Museums umfasst fast 1.075.000 Objekte. Mehr als eine Million davon sind Fotografien, von denen über die Hälfte digitale Fotografien sind. Der Rest der Sammlung umfasst fast 60.000 Objekte, darunter Kunst, Schläger, Kleidung, Bücher, Zeitschriften, Trophäen und alle möglichen Gegenstände, die mit Tennis zu tun haben.

## Teilnehmer
Heutzutage werden Turniere jeweils für Einzel und Doppel der Damen und Herren ausgetragen. Außerdem finden ein „Mixed“, ein gemischtes Doppel, Rollstuhltennis, sowie Nachwuchsturniere statt. Die wichtigsten Matches werden auf dem „Centre Court“ und dem „Court No. 1“ (letzter vor dem Neubau als „Hinterhof des Henkers“ berüchtigt) ausgetragen. Der „Court No. 2“ wird wegen zahlreicher Favoritenstürze auch „The Graveyard“ (englisch Friedhof) genannt. In den ersten Runden werden außerdem viele kleinere Plätze bespielt.

### Setzliste
Seit dem Wimbledonturnier 2001 wurde die Setzliste bei den Grand Slams im Herreneinzel und Dameneinzel von 16 auf 32 gesetzte Spieler angehoben. In den übrigen Wettbewerben bleibt es bei 16. Die Setzliste verhindert, dass die besten Spielerinnen bzw. Spieler gleich in den ersten Runden aufeinander treffen können. 32 Spieler beziehungsweise 32 Spielerinnen werden deshalb gesetzt. Die übrigen Teilnehmer werden hinzugelost. Auch unter den ersten 32 Spielern wird gelost. Die einzig festen Positionen beim Setzen haben die 1 (oberste Linie im Board) und die 2 (unterste Linie). Die Nr. 3 und 4 werden gelost, d. h. wird die 4 zuerst gezogen, kommt sie in die obere Hälfte zur 1 und die 3 geht nach unten zur 2 und umgekehrt.
- 104 Plätze werden an die Bestplatzierten des WTA-/ATP-Rankings vergeben[18][19]
- 16 Plätze werden über das vorausgehende Qualifikationsturnier vergeben
- 8 Wildcards werden von der Turnierleitung vergeben

Die gesetzten Spieler haben eigene Umkleideräume im The Clubhouse, die sich durch eine edlere Ausstattung von den Umkleideräumen der ungesetzten Spieler abheben und sich im Untergeschoss befinden.

### Nightsession
Weil die Anlage inmitten eines Wohngebiets liegt, darf auf den überdachten Plätzen nur bis 23 Uhr Ortszeit (Mitternacht deutscher Zeit) gespielt werden. Sind Matches um diese Uhrzeit noch nicht zu Ende, müssen sie wegen der Nachtruhe aus Rücksicht auf die Anwohner unterbrochen und am nächsten Tag weitergespielt werden. Auf den Außenplätzen werden Matches zu Beginn der Dämmerung unterbrochen, da ohne ausreichende Lichtverhältnisse das Electronic Line Calling (Hawk Eye) nicht mehr präzise genug funktioniert.

### Rollstuhltennis
Angesichts des anhaltenden Wachstums des Rollstuhltennis und seiner zunehmenden Popularität in Wimbledon kündigte der All England Club im März 2024 an, dass das Teilnehmerfeld für die Einzel- und Doppelturniere der Damen und Herren im Rollstuhlsport für die Championships 2024 verdoppelt wird. Die Einzelwettbewerbe wurden von 8 auf 16 Spieler aufgestockt und die Doppelwettbewerbe von 4 auf 8 Teams.

### Qualifikation
Die Qualifikationswettbewerbe finden im Sports Centre im Londoner Stadtteil Roehampton statt, wo weitere 16 Rasenplätze zur Verfügung stehen. 2023 wurde an einer zentralen Stelle auf dem Gelände ein neuer Show Court mit höherer Kapazität errichtet, zusätzlich zu neuen und verlegten acht Übungsplätzen. Die tägliche Zuschauerkapazität bei den Qualifikationen wurde auf 3500 erhöht, davon 1624 Sitzplätze, 500 Gäste mehr pro Tag als im Jahr zuvor. An den meisten Plätzen befinden sich Stehplätze, außer an folgenden Courts:
- Show Court 1 Kapazität: 808 Sitzplätze zuzüglich acht Rollstuhlplätze
- Court Nr. 2 – Kapazität 552 Sitzplätze
- Court Nr. 3 – Kapazität 132 Sitzplätze
- Court Nr. 5 – Kapazität 132 Sitzplätze

In den Qualifikationswettbewerben wird auf zwei Gewinnsätze gespielt, ausgenommen die Qualifikationsrunde (3. Runde) im Herreneinzel. Dort wird bereits auf drei Gewinnsätze gespielt.

### Erweiterung der Anlage
Ein zukünftiges Ziel besteht darin, den Qualifikationswettbewerb wieder nach Wimbledon zu verlegen. Hierfür wird ein benachbarter 18-Loch-Golfplatz aufgelöst, um 39 neue Tennisplätze, einen Show-Court mit 8000 Sitzplätzen und einen umfangreichen Freizeitpark entstehen zu lassen. Die Gesamtfläche der Anlage wird dadurch verdreifacht.

### Hauptfeld
Das Hauptfeld im Einzel besteht bei den Herren und Damen jeweils aus 128 Personen, im Doppel treten jeweils 64 Paarungen an. Anders als bei den anderen Grand-Slam-Turnieren, wird im Mixed-Doppel noch mit 48 Paarungen gespielt (bei den Australian Open und den French Open sind es 32 Paare, bei den US Open seit 2025 nur noch 16 Paare). Die Qualifikation im Einzel spielt aus 128 Damen und Herren jeweils 16 Plätze im Hauptfeld aus. Das Feld der Damen wurde 2019 von 96 auf 128 Plätze aufgestockt. Dem zum Opfer fiel die Doppelqualifikation, die in Wimbledon bis 2018 als einzigem Turnier noch Tradition hatte. Im Einzel der Herren wird im Best of 5-Format gespielt, die Damen sowie das Mixed-Doppel werden auf zwei Gewinnsätze gespielt.

### Russischer Angriffskrieg gegen die Ukraine
Im April 2022 gab der All England Club aufgrund der russischen Invasion in der Ukraine bekannt, dass russischen und belarussischen Spielern die Teilnahme am Turnier untersagt werde. Im Gegensatz zur ATP und WTA sei auch die Teilnahme als neutraler Sportler verboten. Am 20. Mai 2022 gaben ATP, ITF und WTA bekannt, dass sie für das Turnier keine Ranglistenpunkte vergeben würden, da sie das Verbot als einseitig erachteten und eine Diskriminierung von Spielern aufgrund ihrer Nationalität darstellen. Am 31. März 2023 wurde die Sperre für russische und belarussische Spieler vom All England Club aufgehoben. Spieler und ihre Betreuer müssen jedoch Neutralitätserklärungen unterzeichnen, um teilnehmen zu können. Die Strafen für Verstöße gegen die Erklärungen reichen von Geldstrafen bis zum Ausschluss vom Turnier. Sie treten auch nicht unter ihren Flaggen an.

### Zuschauer
2024 haben 526.455 Zuschauer die Championships besucht, 2025 waren es 548.770 Zuschauer.

## Plätze

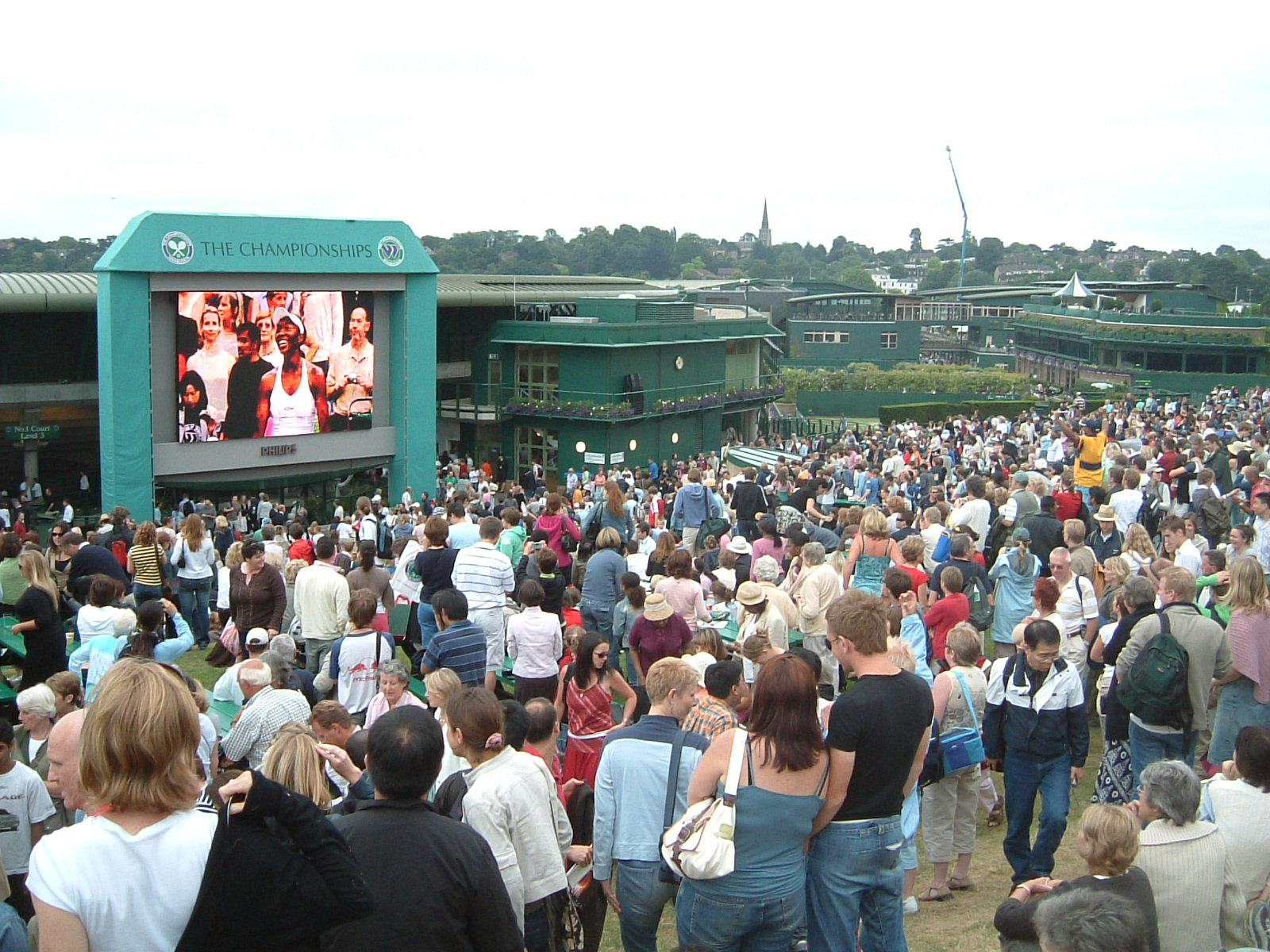
Aorangi Terrace, auch Henman Hill bzw. 2024 Murray Mound genannt

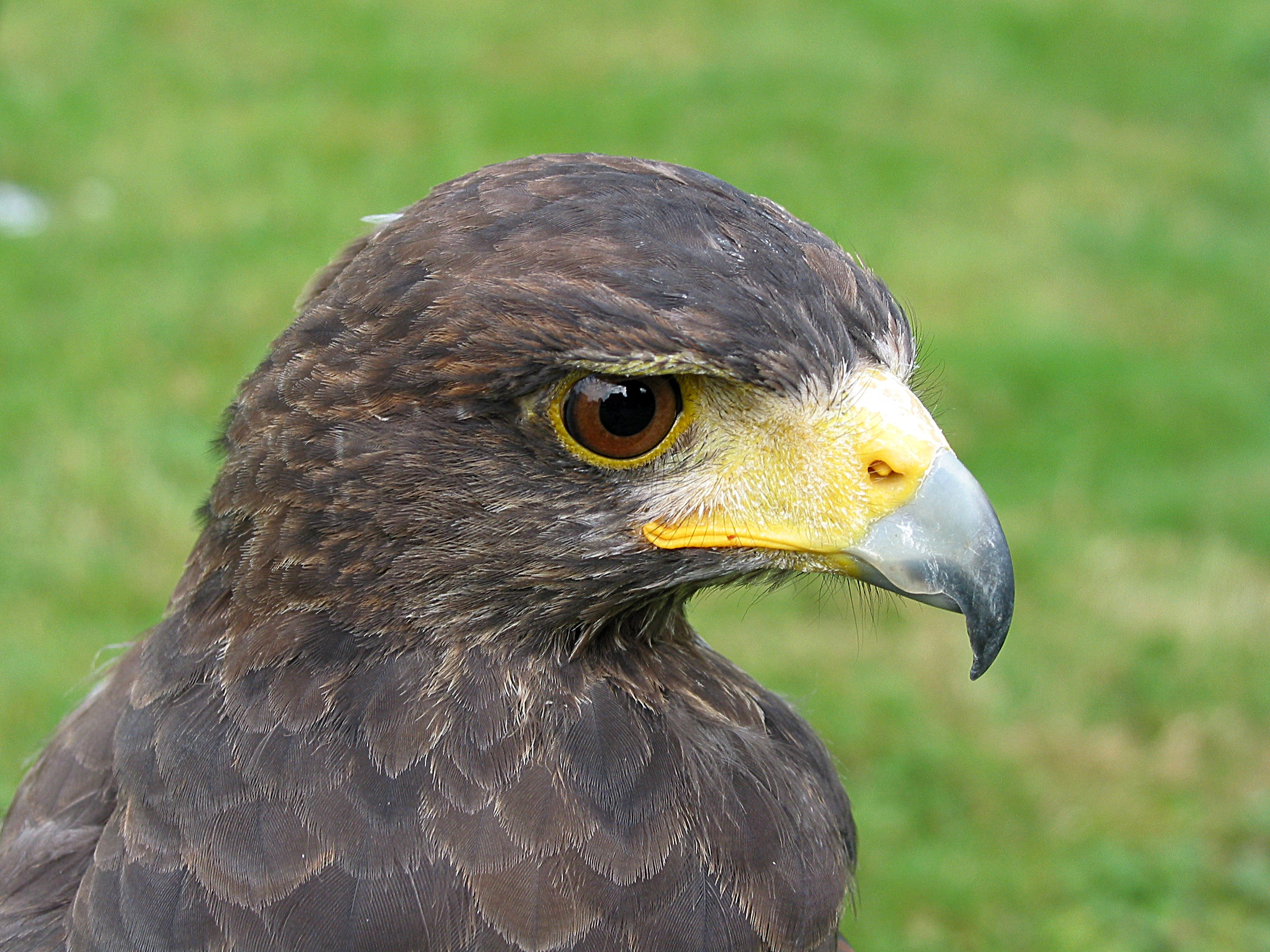
Wüstenbussard

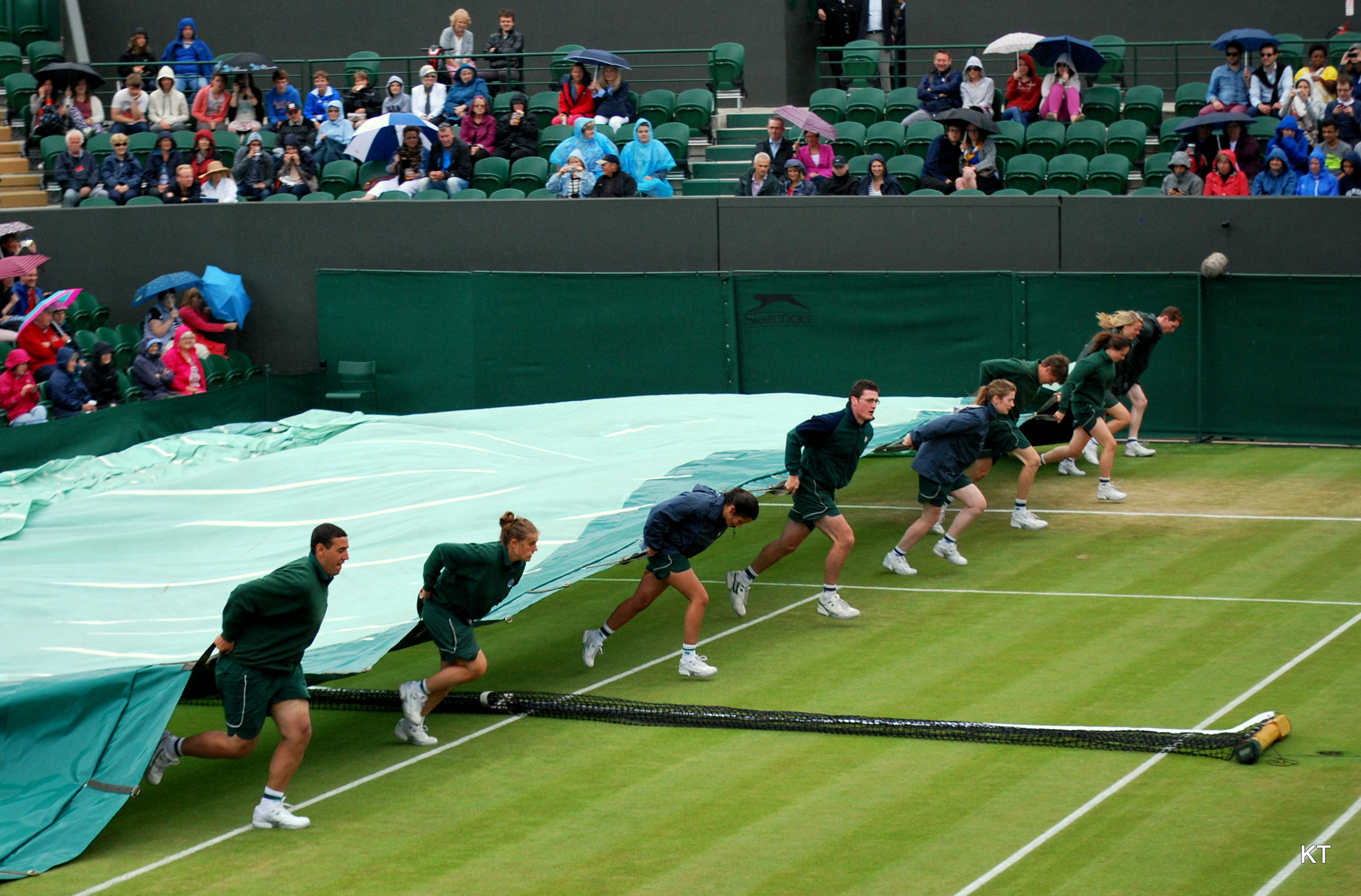
Abdeckung des Tenniscourts bei Regen

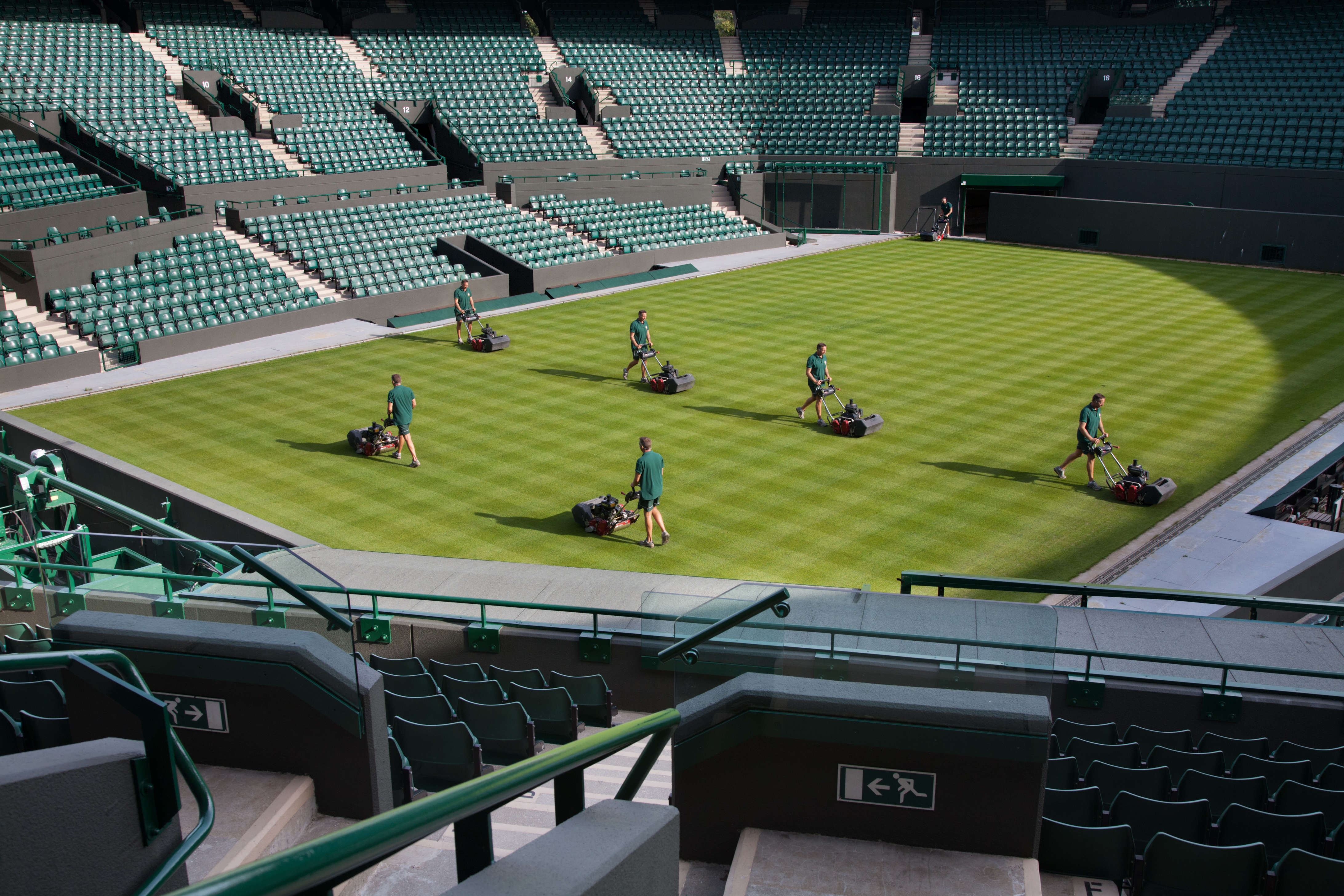
Tägliches Mähen der Rasenplätze

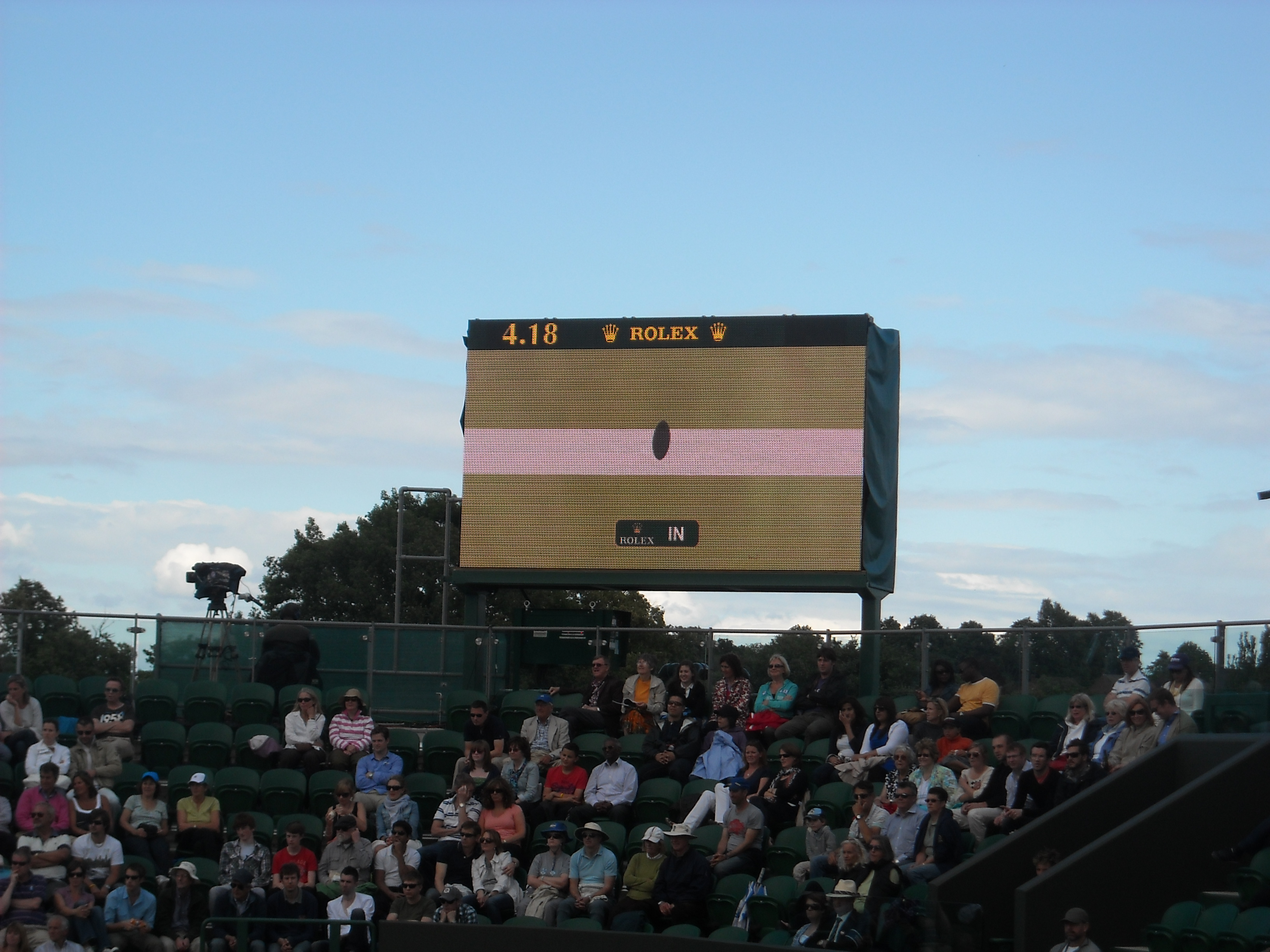
Hawk-Eye in Wimbledon

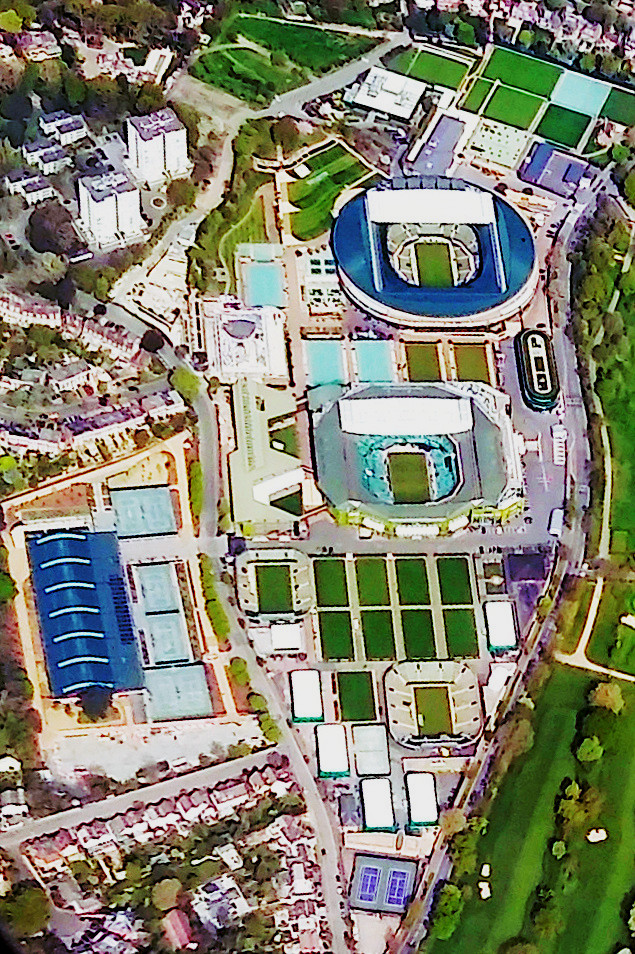
Wimbledon Tennisanlage (2022)

Der Club verfügt derzeit über 18 Turnierrasenplätze, acht amerikanische Sandplätze, zwei Acrylplätze und sechs Hallenplätze. Darüber hinaus gibt es 22 Rasenplätze im Aorangi Park, die den Teilnehmern vor und während der Meisterschaften als Übungsplätze dienen. Dort sind auch zahlreiche Aufwärmräume mit Fitnessgeräten aufgebaut. Am nördlichen Ende des Geländes, der Aorangi Terrace oder nach dem populären britischen Tennisspieler Tim Henman Henman Hill genannt wird, findet ein Public Viewing auf einer Großleinwand für Tennisfans statt, die keine Eintrittskarten (englisch show court tickets) mehr ergattern konnten. Nachdem der Henman Hill regelmäßig überfüllt ist, wurde extra ein abgesperrter Bereich für Zuschauer mit Rollstuhl eingerichtet. Die Bezeichnung für den Aorangi Terrace ändert sich und wird immer wieder nach anderen Tennislegenden benannt. So wird er 2024 nach dem schottischen Tennisspieler und Publikumsliebling Andy Murray Murray Mound genannt, unter anderem Sieger der Wimbledon Championships 2013 und 2016, der wegen einer Verletzung 2024 letztmalig nur im Herrendoppel und im Mixed antreten wollte. Im Doppel scheiterte er mit Bruder Jamie in Runde eins, im Mixed sagte seine Partnerin Emma Raducanu wegen Handgelenksproblemen ab. Der Henman Hill soll bis 2027 umgestaltet und die Zuschauerkapazität um 20 % erhöht werden. Wimbledon ist abergläubisch. So gibt es keinen Court Nr. 13.

### Rasen
Die Hauptspielplätze, der Centre Court und der No. 1 Court, werden normalerweise nur zwei Wochen im Jahr während der Wimbledon Championships genutzt, in Ausnahmefällen auch in einer dritten Woche. Die restlichen 17 Grasplätze werden regelmäßig auch für andere Veranstaltungen genutzt. Wimbledon ist das einzig verbliebene Grand-Slam-Event, das auf Naturrasenplätzen ausgetragen wird. Seit 2001 werden die Tennisplätze von Wimbledon zu 100 % mit Weidelgras besät. Vor 2001 wurde eine Kombination aus 70 % Weidelgras und 30 % Rot-Schwingel verwendet. Die Änderung wurde vorgenommen, um die Haltbarkeit zu verbessern und die Grasnarbe zu stärken, damit der Rasen der zunehmenden Abnutzung durch das moderne Spiel besser standhält, was jedoch nur begrenzt gelang. Im Winter lässt man das Gras auf 13 mm Höhe wachsen. Während des Turniers wird die Höhe auf 8 mm reduziert und jeden Tag gemäht und gewässert. Die Grashalme werden täglich auf eine Höhe von acht Millimeter durch 32 „Groundsmen“ (Platzwarte) gekürzt. Während des Turniers in Wimbledon wird insgesamt 6080-mal anhand des Chlorophyll-Index geprüft, wie gesund die Pflanzen sind. Die Feuchtigkeit des Untergrunds wird dauerhaft überwacht. 18.240-mal wird die Härte der Plätze überprüft, 1822-mal die Absprunghöhe der Bälle. Bei Regen und ferner jeden Abend werden sie zur Nacht abgedeckt. Zusätzlich werden die Planen aufgeblasen, damit gegebenenfalls Wasser zu den Seiten in die Drainage abfließen kann. Zuvor werden die Netze abgebaut und der Schiedsrichterhochstuhl elektrisch zurückgefahren. Zum Markieren der Linien auf dem Spielfeld wird keine Farbe verwendet. Mit einem Transferradmarker wird eine weiße Masse (jährlicher Verbrauch: rund 1900 Liter) aufgetragen, die Titandioxid enthält, um sie haltbar zu machen. Alle Linien sind 50 mm breit, mit Ausnahme der Grundlinien, die 100 mm breit sind.

#### Rufus
Das Greenkeeper-Team in Wimbledon hat ein ganz besonderes Mitglied: Rufus den Wüstenbussard. Seine Aufgabe ist es, die Tauben, die gerne über den frisch gesäten Grassamen herfallen, zu verjagen. Um fünf Uhr früh eröffnet Rufus den Tennistag in Wimbledon. Sein Arbeitstag endet um zehn Uhr Vormittags. Er ist mit einem GPS-Tracker ausgestattet.

### Electronic Line Calling
Als Electronic Line Calling (ELC) wird das Hawk-Eye-System dafür eingesetzt, strittige Bälle elektronisch zu beurteilen, wodurch die Linienrichter korrigiert werden können. Ab 2025 ersetzt es die Linienrichter komplett. Insgesamt wurden hierfür 450 Hochgeschwindigkeitskameras auf allen Plätzen installiert, wobei jede Kamera 340 Bilder pro Sekunde aufnimmt. Vor Beginn eines Turniers wird das Hawk-Eye-System justiert und getestet, was sechs Wochen benötigt. Hierzu werden etwa 250 Tennisbälle systematisch auf dem Tennisplatz verteilt. Die Flugbahn des Balls und dessen Auftreffpunkt wird nicht live projiziert, sondern in einer 3D-Animation dargestellt, die aus den gemessenen Daten durch eine spezielle Software mittels Triangulation generiert wird. Dabei wird bei Bällen, die außerhalb der vorgegebenen Linien landen, ein „out“-Ruf („Aus“) oder „fault“-Ruf („Fehler“) durch einen Lautsprecher wiedergegeben, der einen entsprechenden Ton eines menschlichen Linienrichters emuliert. Auch Fußfehler während des Aufschlags werden durch das System erfasst und durch den Ruf „foot fault“ (Fußfehler) ausgegeben. Wenn ein Ball sehr nahe an der Linie auftrifft, wird der automatische Ansageruf etwas lauter wiedergegeben, um die Emotionen eines knappen Spiels widerzuspiegeln und somit auch bei einem lauteren Publikum besser hörbar zu sein. Der Netzsensor, die Aufschlag- und Fußfehlergeräte werden während des Aufschlagvorgangs eines Spielers zu Beginn jedes Punktes gleichzeitig eingeschaltet und dann automatisch ausgeschaltet. Die Anzahl der benötigten Schiedsrichter wurde durch das ELC von 377 auf 80 reduziert, davon 42 Stuhlschiedsrichter, die bis zu zwei Matches pro Tag als Schiedsrichter leiten. Ein Team von 40 Spezialisten betreut das System in einem Überwachungsraum, in dem sich 144 Monitore befinden.

### Centre Court
Der Centre Court erhielt im Mai 2009 ein Schiebedach. Es handelt sich um eine „faltbare Ziehharmonika“ aus 5.200 Quadratmetern durchscheinendem, wasserdichten Stoff, der natürliches Licht auf den Rasen lässt und sich in weniger als 10 Minuten öffnet oder schließt. Der 1997 erbaute No.1 Court wurde im Mai 2019 mit einem versenkbaren Dach, ähnlich dem Centre Court, versehen. Die übrigen Plätze können bei Regen sehr schnell durch Planen abgedeckt werden. Das Regenwasser fließt über eine seitlich angebrachte Drainage ab.
Muss das Dach geschlossen werden, wird das Spiel für diese Zeit unterbrochen. Vor der Wiederaufnahme des Matches erfolgt eine erneute Einspielzeit von fünf Minuten. Über Nacht bleibt das Dach geschlossen und wird – bei trockenem Wetter – erst kurz vor Matchbeginn wieder geöffnet.
Der Centre Court hat eine Kapazität von 14.979 Personen. An seinem südlichen Ende befindet sich die Royal Box, von der aus Mitglieder der königlichen Familie und andere Würdenträger die Spiele verfolgen können. Auf dem Centre Court finden in der Regel die Finale und Halbfinalspiele der Hauptevents sowie Spiele in den früheren Runden statt, an denen topgesetzte Spieler oder lokale Favoriten antreten dürfen. Der zweitwichtigste Tennisplatz ist der No. 1 Court, mit einer Kapazität von 12.345 Zuschauern. Seit 2009 wird ein neuer No. 2 Court mit einer Kapazität von 4.000 Personen genutzt. Insgesamt stehen 42.000 Zuschauerplätze zur Verfügung.
Unter den Tennisplätzen befinden sich umfangreiche Verbindungsgänge, Lager- und Technikräume. Unter den Courts 14 und 15 (zwischen Centre Court und Court 1) befinden sich zusätzliche Räume für Balljungen und Ballmädchen (der Ausdruck „Ballkinder“ (englisch ballkids) ist in Wimbledon verpönt) und neue Umkleidekabinen für die Spieler.

### Personal
Insgesamt sind 1800 Personen für die Wimbledon Championships tätig. Diese Anzahl beinhaltet das Organisationsteam, die Schiedsrichter, die Balljungen und-mädchen, die Platzpfleger (englisch Greenkeeper), Platzanweiser, Köche, Bedienungspersonal, Sicherheitsleute, Presse- und Medienmitarbeiter und viele andere. Für den Transport der Funktionäre und Spieler stellt Range Rover, als einer der Hauptsponsoren, 179 Fahrzeuge zur Verfügung. Die Spieler und Spielerinnen werden von den Umkleidekabinen zu den Courts von Sicherheitsleuten begleitet. Es gelten hohe Sicherheitsstandards. Spürhunde, Detektoren, Sicherheitsbeamte und Polizisten wachen an jeder Ecke, teilweise mit Klettergurt und Karabinerhaken ausgestattet. Im Vorfeld werden Evakuierungsübungen durchgeführt. Das gesamte Gelände und die Innenräume werden videoüberwacht. An allen Eingängen erfolgen Taschenkontrollen, selbst bei den Topspielern, bevor sie die Trainingsplätze betreten dürfen.
Seit am 30. April 1993 Monica Seles während ihrer Viertelfinalbegegnung beim Tennisturnier in Hamburg gegen Magdalena Maleewa von dem psychisch gestörten Günter Parche, einem damals 38-jährigen deutschen Fan ihrer stärksten Kontrahentin Steffi Graf, beim Seitenwechsel mit einem Messer in den Rücken gestochen worden war, stehen beim Seitenwechsel Sicherheitsleute vor allem im Rücken der Spieler.
Als die Meisterschaften nach dem Zweiten Weltkrieg 1946 wieder aufgenommen wurden, halfen Soldaten den Zuschauern, zu ihren Plätzen zu gelangen, die durch Bomben beschädigt worden waren. Daraus entstand die Tradition, dass 300 Angehörige des Heeres, der Marine und der Luftwaffe ehrenamtlich als Stewards arbeiten. Hinzu kommen 200 Feuerwehrleute der London Fire Brigade, die ebenso ehrenamtlich ihren Dienst verrichten.

### Werbung
Wimbledon möchte die Plätze und Anlagen relativ frei von kommerziellem Sponsoring und Produktplatzierung halten und verzichtet auf offene Werbung rund um die Anlagen. Auch verdeckte Werbung (englisch ambush marketing) wird abgelehnt. Insbesondere wird auf Bannerwerbung verzichtet. Nur wenige Hauptsponsoren, Rolex und IBM erscheinen dezent auf den Anzeigetafeln, daneben ebenso dezent noch Slazenger, Range Rover, Barclays, Evian und Emirates. Unabhängig davon dürfen jedoch die Spieler ihre von ihren persönlichen Sponsoren beschrifteten Tennistaschen verwenden. Ebenso darf ihre weiße Spielkleidung Logos der Hersteller, in den von der ITF im § 24 zugelassenen Größen und Vorschriften, enthalten. 100.000 Getränkeflaschen werden den Spielern von einem Sponsor zur Verfügung gestellt. Sie dürfen von jedem Spieler mit seinen bevorzugten Getränkemischungen gefüllt werden. Sie sind wiederverwendbar und sollen sowohl im Sinne der Nachhaltigkeit Einwegflaschen, als auch Drittwerbung vermeiden.

### Bilder

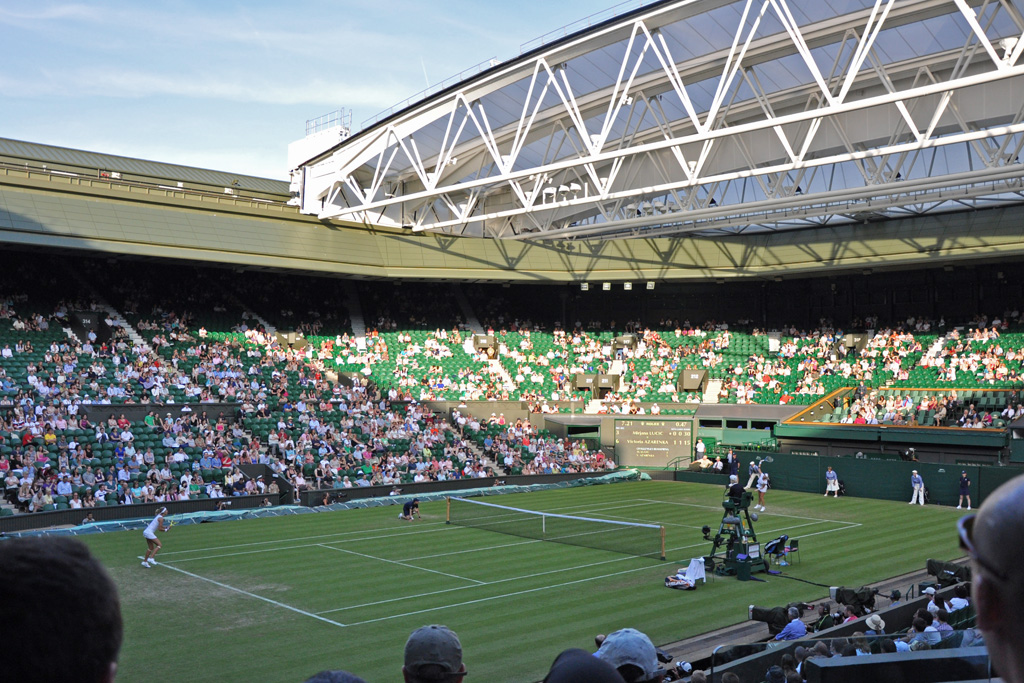
Der Centre Court, bereits mit dem verschließbaren Dach versehen
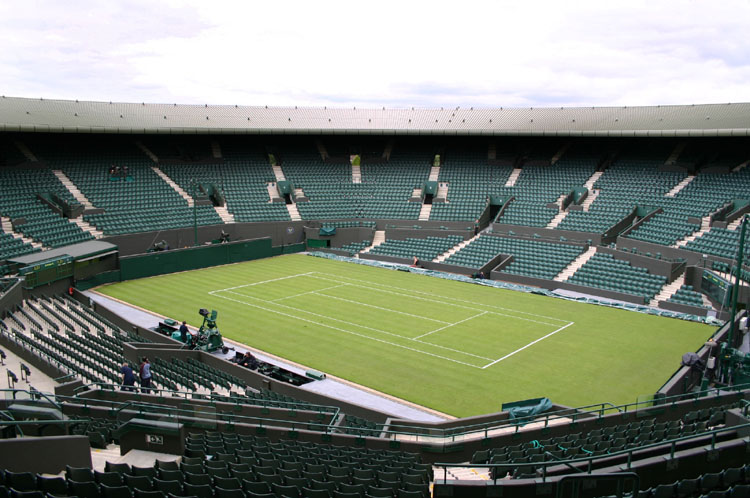
Court No.1, Wimbledon 2004
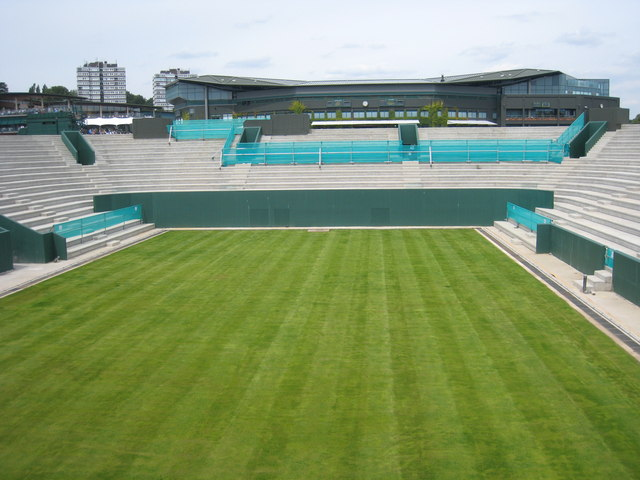
Court No. 1
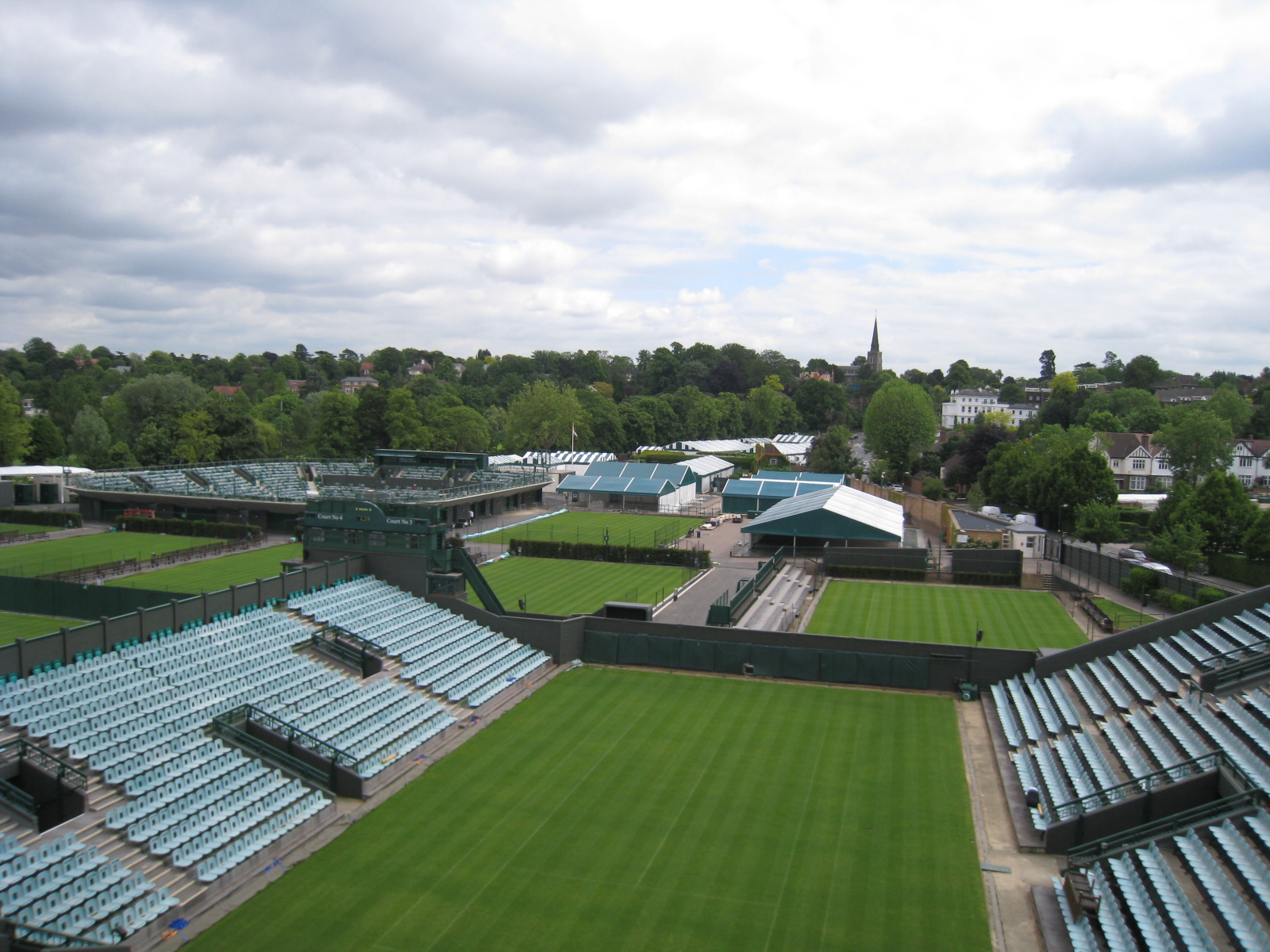
Court No. 3
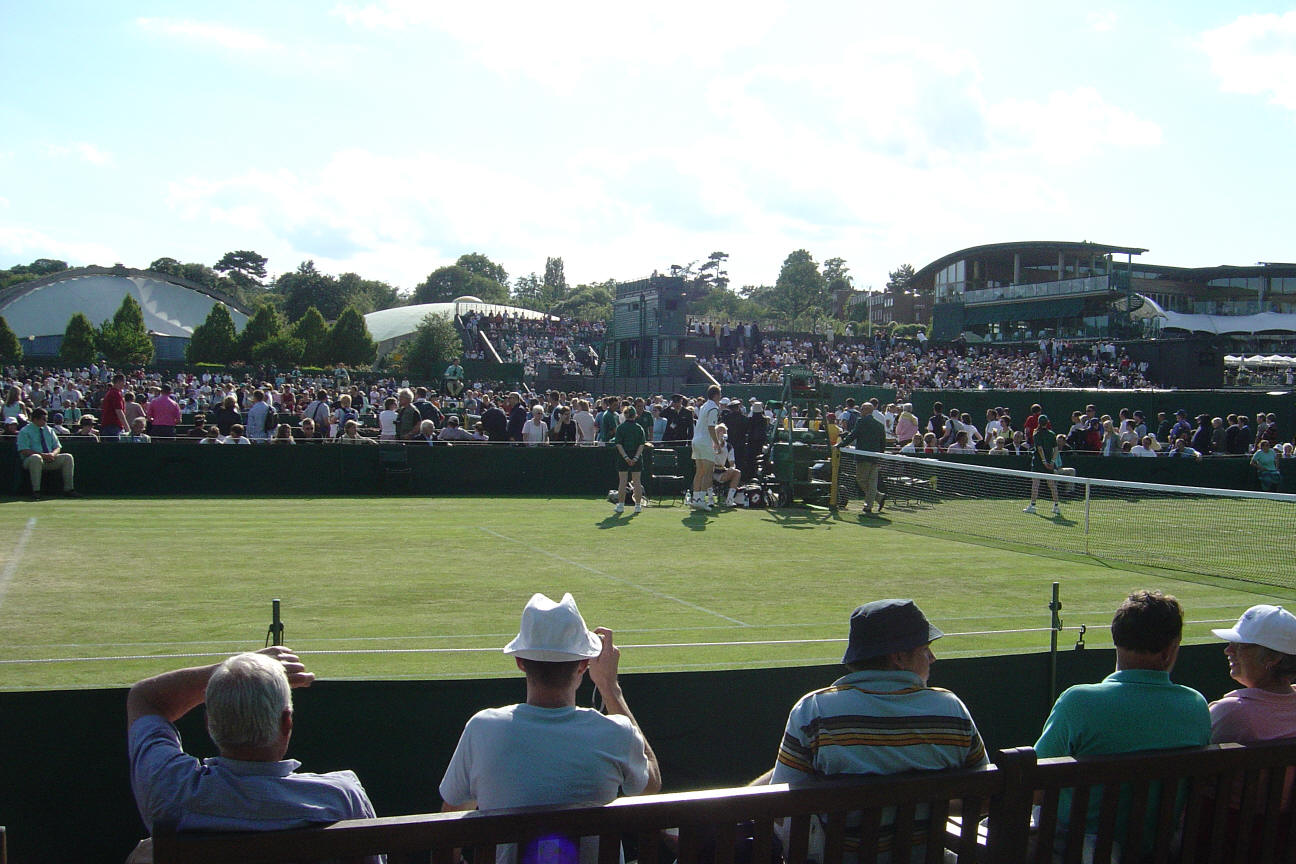
Court No.10, Wimbledon 2004
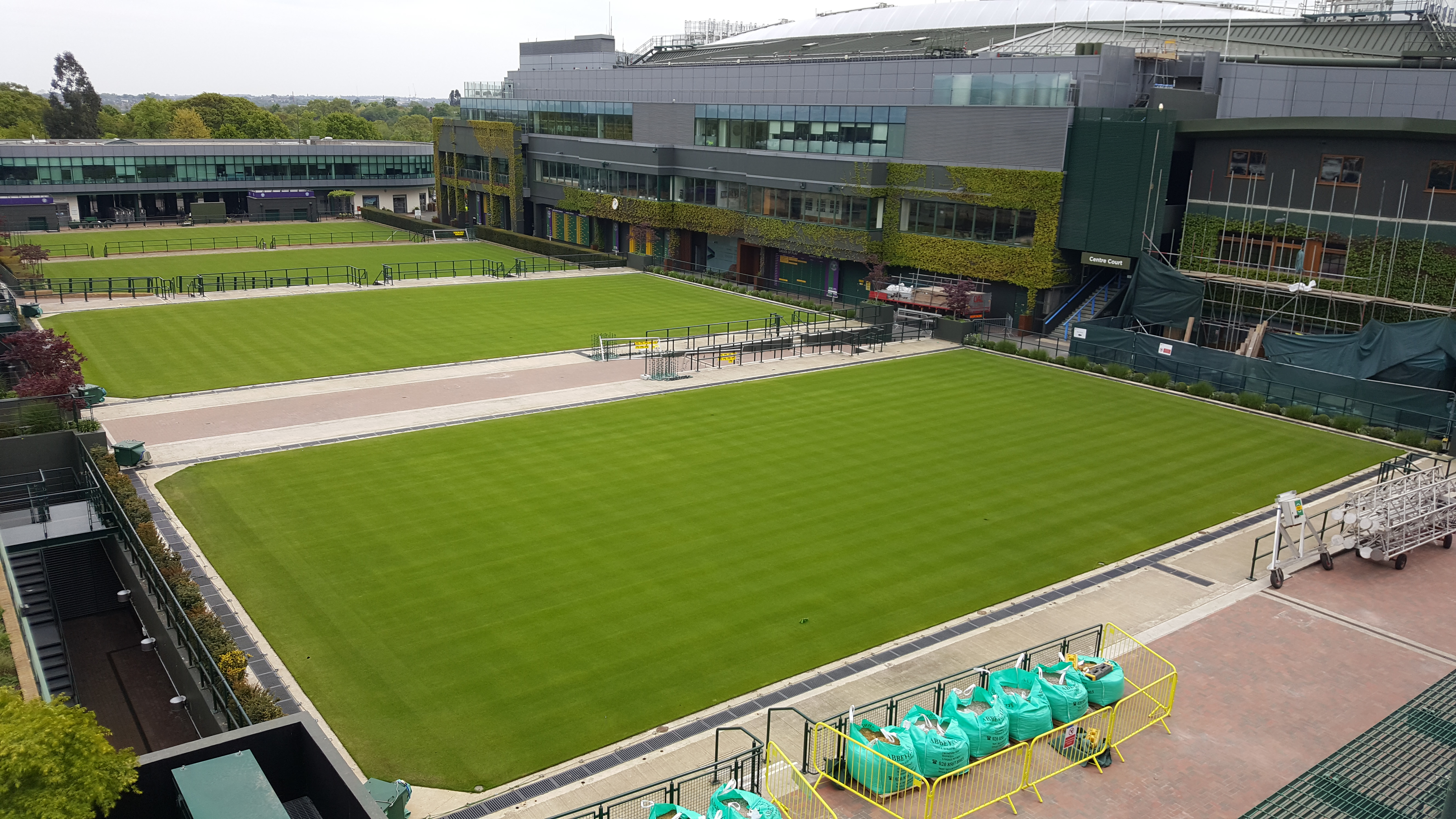
Courts 14, 15, 16 und 17
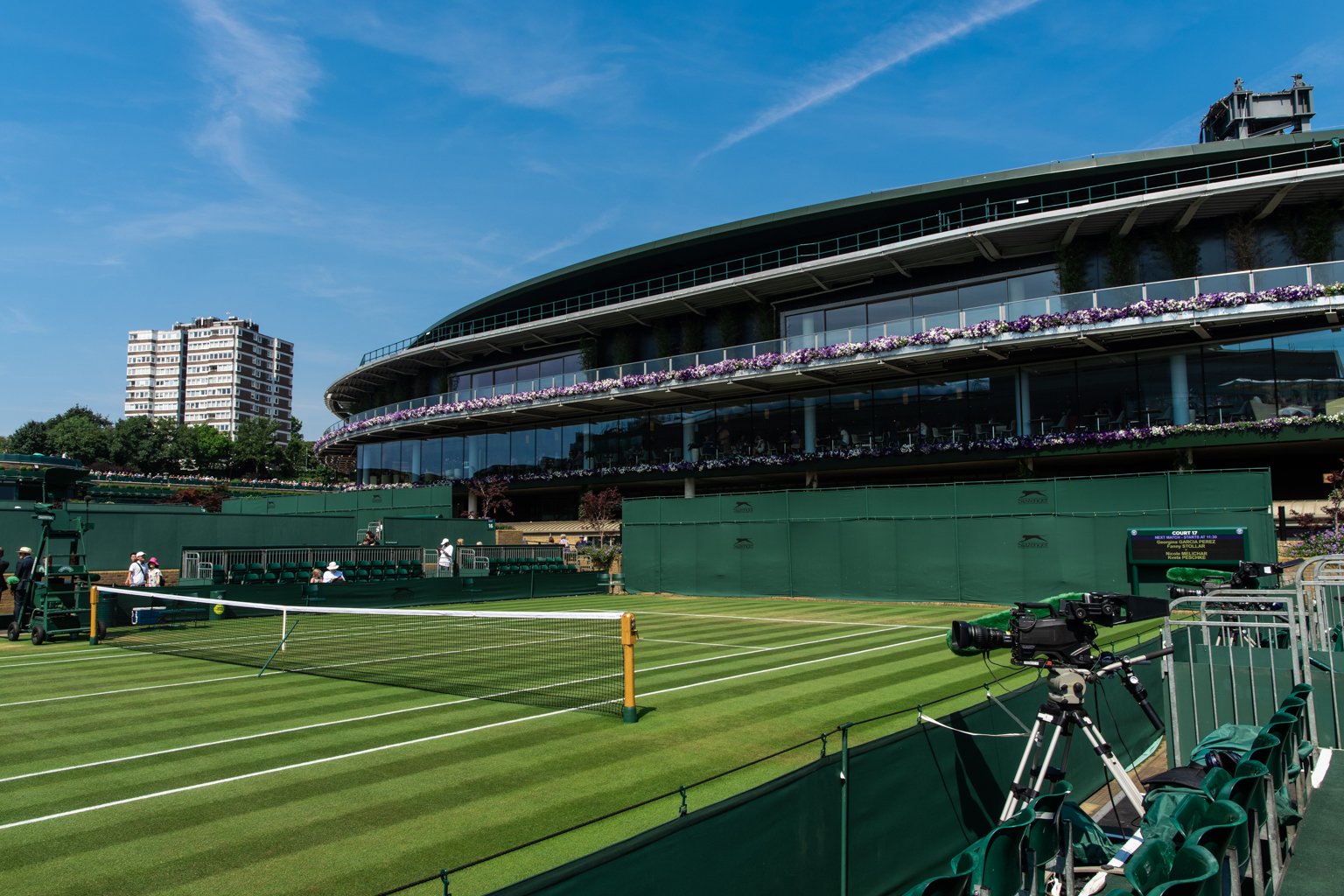
Court No. 17
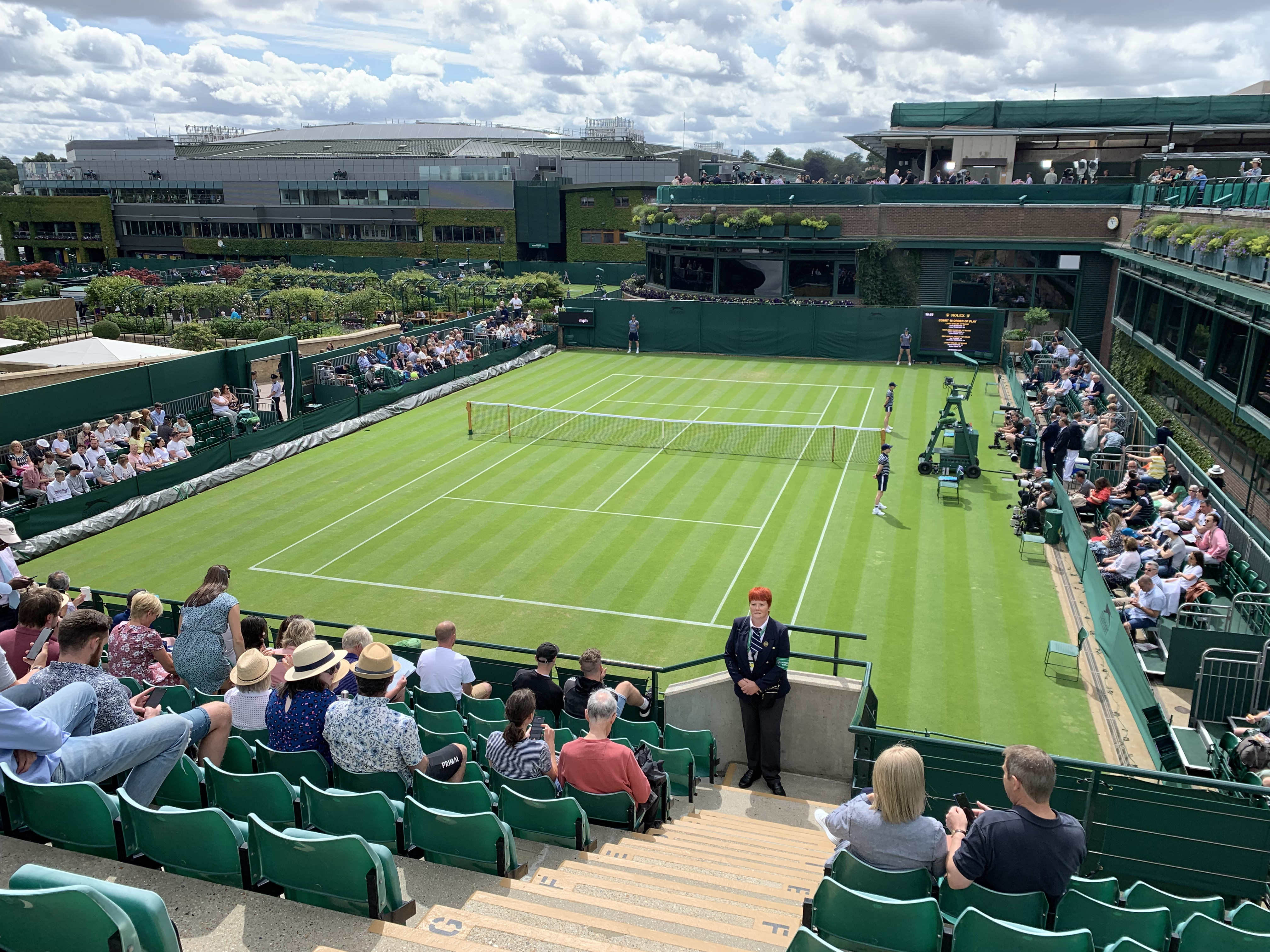
Court No. 18
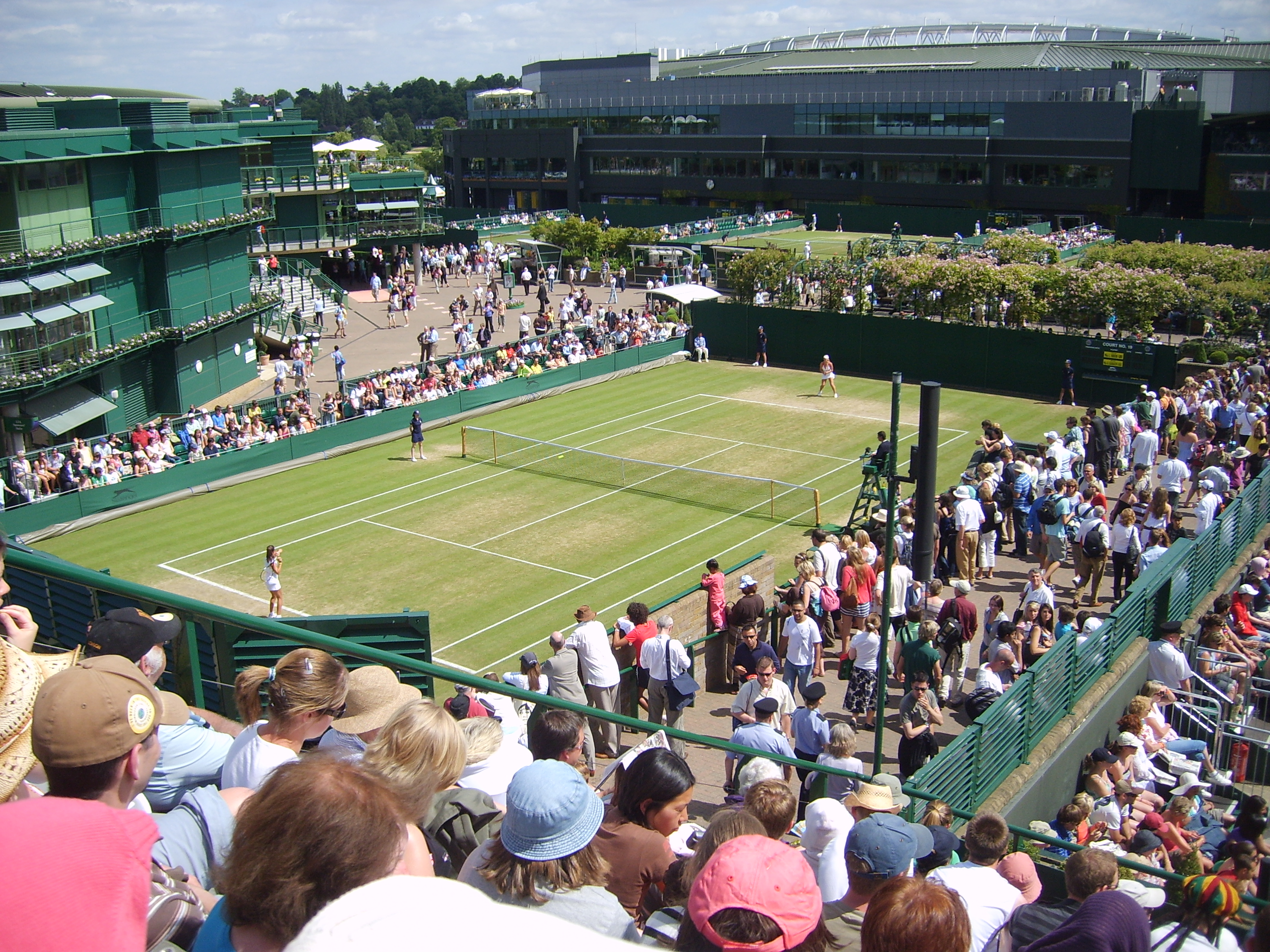
Court No. 19

## Disziplinen

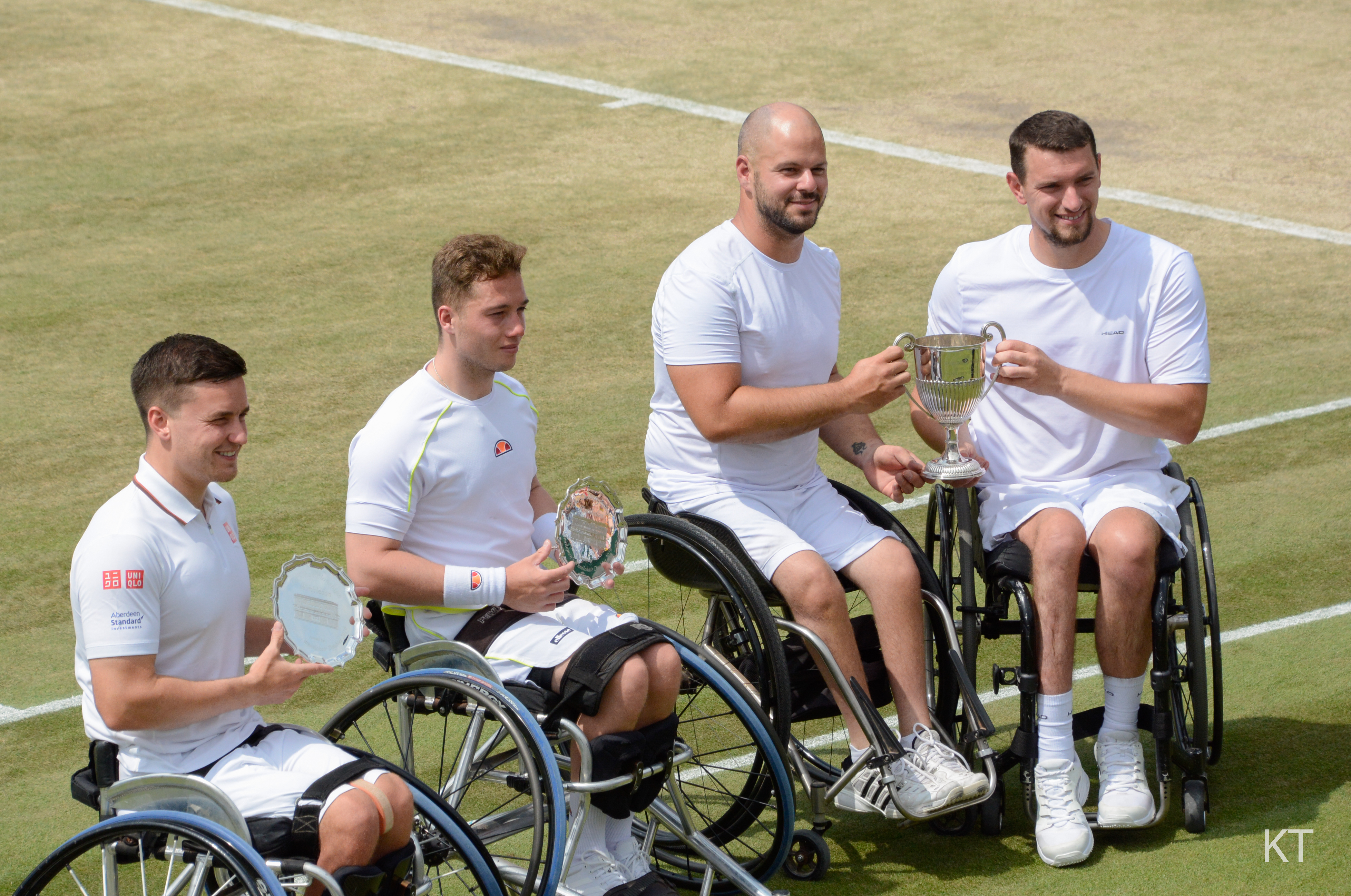
Sieger und Finalisten im Rollstuhltennis 2019

Im Vordergrund der Wimbledon Championships stehen das Herren-Einzel und Damen-Einzel. Daneben werden folgende Turniere ausgespielt (siehe auch Wimbledon Championships 2025 und alle weiteren Unterseiten für frühere Jahre mit allen Ergebnissen):
- Herrendoppel
- Damendoppel
- Mixed
- Junioreneinzel
- Juniorinneneinzel
- Juniorendoppel
- Juniorinnendoppel
- Herreneinzel-Rollstuhl
- Dameneinzel-Rollstuhl
- Herrendoppel-Rollstuhl
- Damendoppel-Rollstuhl
- Quadeinzel
- Quaddoppel

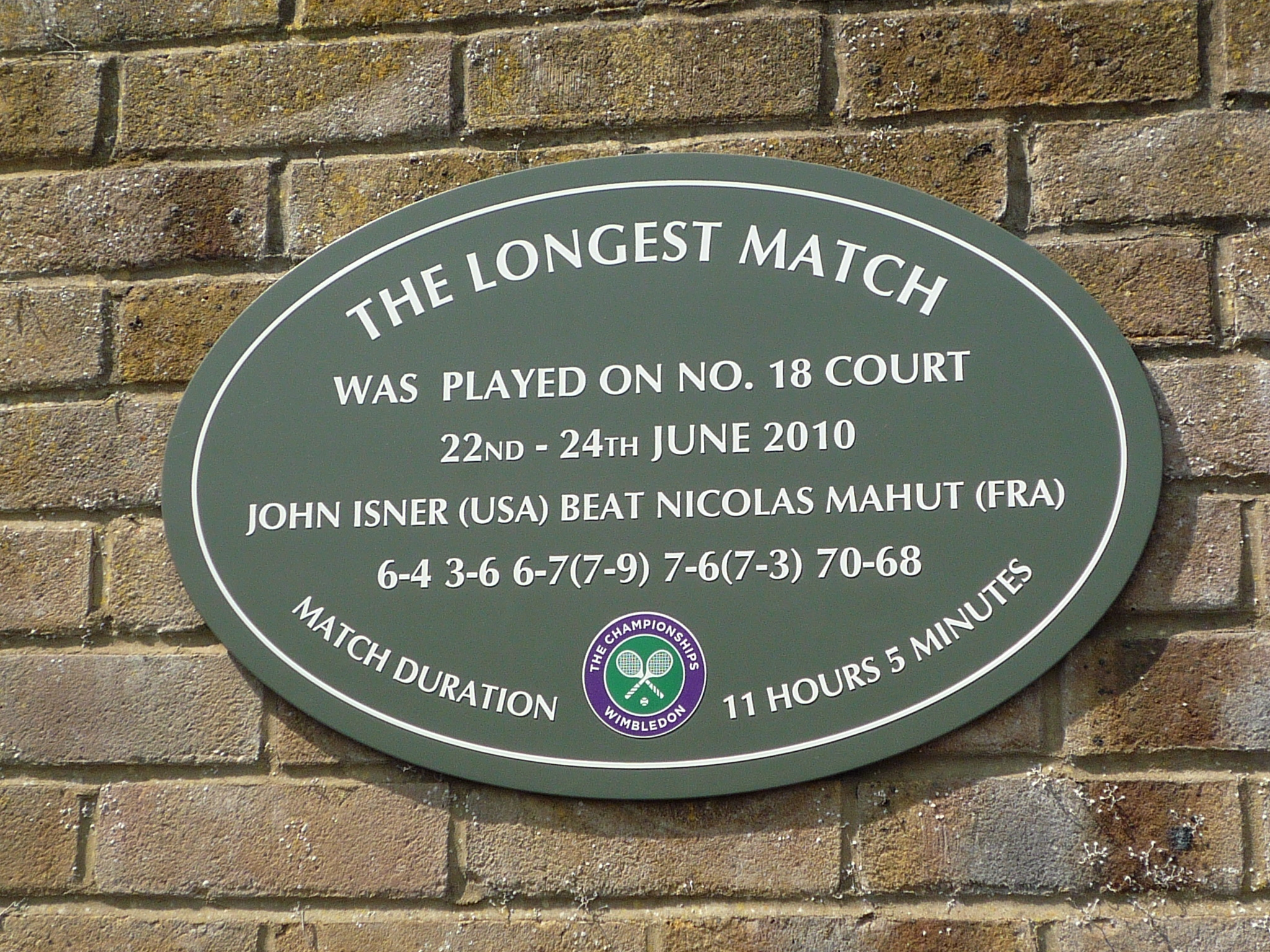
Gedenktafel an die längste Partie

In den Herren-Wettbewerben wird auf drei Gewinnsätze („best of five“), in den Damen-Wettbewerben auf zwei Gewinnsätze („best of three“) gespielt. Bei Gleichstand 6:6 in einem Satz wird ein Tie-Break bis 7 gespielt. Im März 2022 einigten sich alle vier Grand-Slam-Turniere darauf, im Entscheidungssatz ein Match-Tie-Break einzuführen, das bis 10 gespielt wird, jeweils mit einem Vorsprung von zwei Punkten als Voraussetzung für den Gewinn. 2010 ging beispielsweise das Match von John Isner gegen den Franzosen Nicolas Mahut über drei Tage, dauerte elf Stunden und fünf Minuten. Isner gewann im fünften Satz 70:68. Eine Gedenktafel an der Wand vor Court 18, wo das Spiel stattfand, erinnert noch heute an diesen Wettkampf. Im Jahre 2018 unterlag Isner mit 24:26 gegen Kevin Anderson im fünften Satz des Halbfinales.

### Rollstuhl- und Quadwettbewerbe
Seit 2024 beginnen die Rollstuhl- und Quadwettbewerbe einen Tag früher. Die Dauer wird dabei auf sechs Tage verlängert, um der erhöhten Teilnehmerzahl im Rollstuhl-Einzel und -Doppel (von acht auf 16 Spieler im Einzel und von vier auf acht Teams im Doppel) Rechnung zu tragen.

### Nachwuchsturnier
Zusätzlich findet ein Nachwuchsturnier statt, an dem Jungen und Mädchen bis 14 Jahre teilnehmen dürfen. Das Turnier beginnt im Round-Robin-Format, bevor ab dem Halbfinale im Knock-out-System gespielt wird.

### Einladungswettbewerbe
Es werden folgende Einladungsturniere durchgeführt, zu denen ehemalige Top-Spieler und -spielerinnen eingeladen werden. Sie finden in der Regel in der zweiten Wimbledon-Woche statt. Es sind Showtourniere, um das Können früherer Champions zu präsentieren.
- Herren-Einladungsdoppel (8 Paare, Round Robin)
- Damen-Einladungsdoppel (8 Paare, Round Robin)
- Mixed (8 Paare, Round Robin)

## Berichterstattung
Insgesamt wird das Turnier weltweit in 220 Länder übertragen. Wimbledon Broadcast Services (WBS) übernahm 2018 die technische Einrichtung und bietet Mehrkamera-Übertragungen aller 18 Championship-Courts in HDR, wobei der Centre Court und der Court Nr. 1 zusätzlich in UHD übertragen werden. Hierfür werden 165 Fernsehkameras und 200 Mikrophone installiert. Im Durchschnitt sind über 80 Reporter aus den Bereichen Fernsehen, Nachrichten, Radio und Podcasts vor Ort. Allein auf dem Centre Court wurden 120 Kommentatorenplätze eingerichtet. Insgesamt werden 1500 Stunden des Turniergeschehens übertragen.

### Watsonx
Mit der Wimbledon-App werden die Vorbereitung, die Qualifikation und jeder geschlagene Ball während des Turniers live ausgewertet und können in Echtzeit abgerufen werden. Die App läuft nur auf Mobilgeräten wie iPhone, iPad und Android. Die Auswertung der Daten wurde von IBM Watsonx als Künstliche Intelligenz entwickelt (siehe auch Watson). Jeder Ballwechsel wird von insgesamt 75 Personen elektronisch erfasst, ausgewertet und weltweit zur Verfügung gestellt. Die Eingabe der Daten muss innerhalb von drei Sekunden erfolgen. Aus den Daten werden umfangreiche Statistiken und Analysen in Echtzeit generiert.

### Gesamteinnahmen
2024 nahm Wimbledon 409 Millionen Pfund (471,1 Millionen Euro) ein, davon die Hälfte aus dem Verkauf der Fernsehrechte. Die Hälfte des Überschusses teilt sich der AELTC mit der Lawn Tennis Association (LTA), dem britischen Tennisdachverband. Die durch das Ereignis im Jahr 2024 geförderte britische Wirtschaftsaktivität wurde auf 434 Millionen Pfund (501 Millionen Euro) geschätzt, wovon schätzungsweise 279 Millionen Pfund (322 Millionen Euro) in London erwirtschaftet wurden.

## Rekordsieger

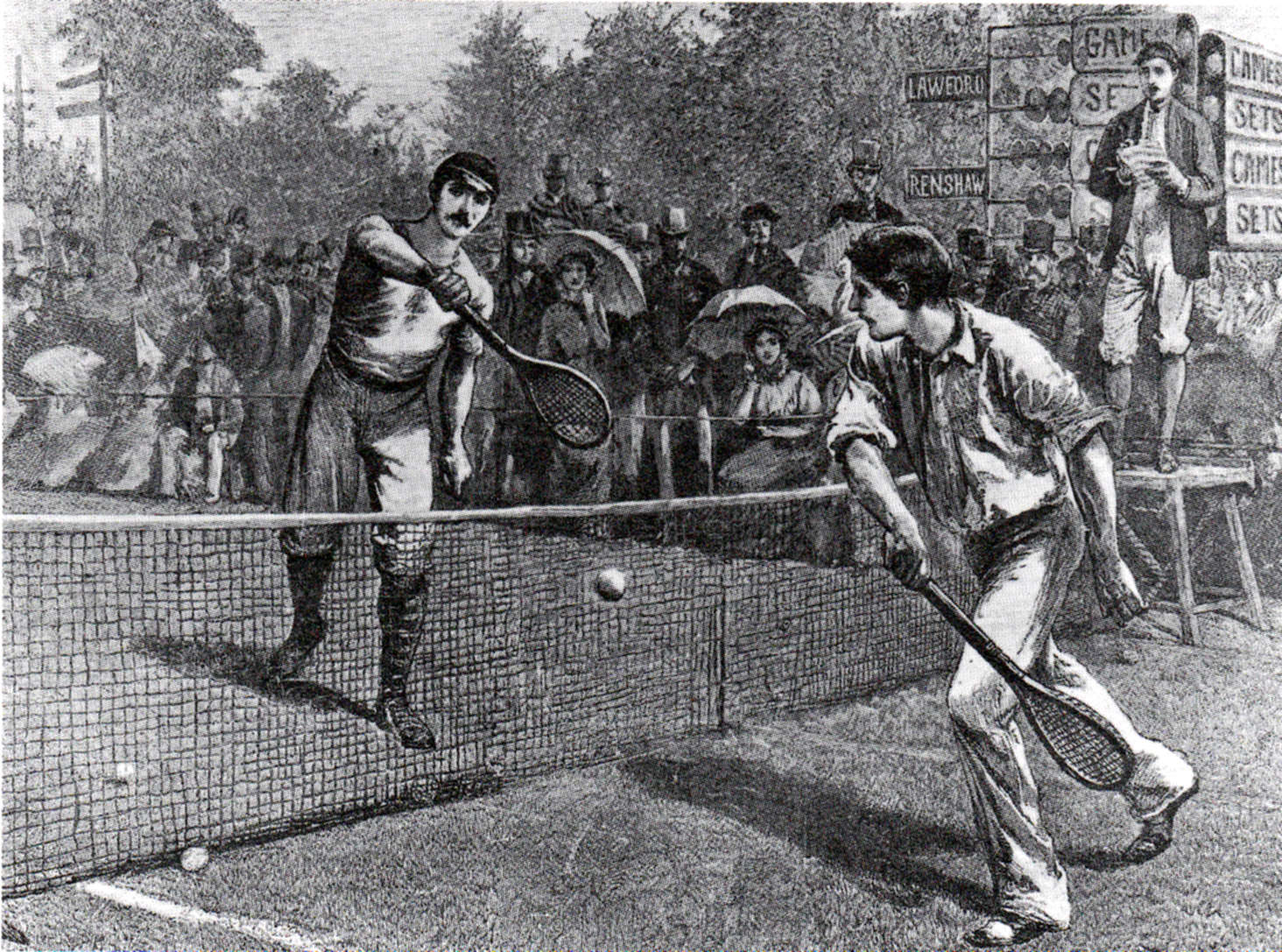
William Renshaw und Herbert Lawford, bei einem Match bei den Wimbledon Championships 1881

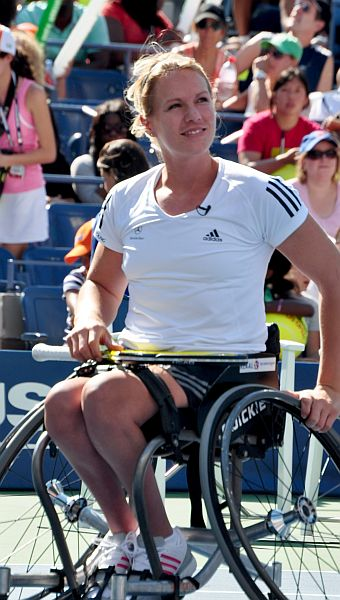
Esther Vergeer, 14-malige Rekordsiegerin im Rollstuhl-Dameneinzel

Rekordsiegerin an der Church Road ist die gebürtige Tschechin, spätere US-Amerikanerin und heutige Doppelstaatsbürgerin Martina Navrátilová mit neun Einzelsiegen zwischen 1978 und 1990. Bei den Männern war zwischen 2003 und 2017 achtmal der Schweizer Roger Federer erfolgreich.
Die längste Serie in Folge halten bei den Frauen Martina Navrátilová mit sechs Siegen (1982 bis 1987) und bei den Männern der Brite William Renshaw mit ebenfalls sechs Titeln (1881 bis 1886). Der Brite Laurence Doherty gewann fünfmal in Folge (1902 bis 1906), ebenso die Französin Suzanne Lenglen (1919 bis 1923), der Schwede Björn Borg (1976 bis 1980) und Roger Federer (2003 bis 2007). Der gebürtige Neuseeländer Anthony Wilding (1910 bis 1913), der US-Amerikaner Pete Sampras (1997 bis 2000) sowie der Serbe Novak Đoković (2018 bis 2022) gewannen je viermal in Folge.
Nach dem Engländer Fred Perry, der in den Jahren 1934, 1935 und 1936 als Sieger aus der Herren-Konkurrenz hervorging, dauerte es 77 Jahre, bis 2013 mit dem Schotten Andy Murray wieder ein britischer Spieler das Herreneinzel in Wimbledon gewann.
Im Damen-Einzelfinale gewann 1911 Dorothy Lambert Chambers erstmals in der Geschichte Wimbledons mit 6:0 und 6:0, einem sogenannten „Double  Bagel“ gegen Dora Boothby. Erst im Finale 2025 konnte Iga Świątek einen solchen Sieg wiederholen – das erste Mal in der Open Era. Sie gewann das Finale gegen Amanda Anisimova in nur 57 Minuten mit 6:0, 6:0.

### Rollstuhltennis
Im Rollstuhl-Dameneinzel hat Esther Vergeer von 1998 bis 2011 14 mal in Folge gesiegt. Diede de Groot hat in dieser Disziplin seit 2017 sechsmal in Folge  gesiegt. Im Rollstuhl-Damendoppel siegte sie ebenfalls sechsmal. 2021 gelang ihr der Golden Slam, bestehend aus den vier Grand-Slam-Siegen und dem Sieg in den Paralympics innerhalb eines Jahres.
In den Quads ist David Wagner Rekordhalter mit elf Einzelsiegen und elf Siegen im Doppel.

### Schnellste Aufschläger
- Herren
  - Giovanni Mpetshi Perricard, 2025, 246,2 km/h (153 mph)
  - Nick Kyrgios, 2019, 230,1 km/h (143,0 mph)
  - Nikolos Bassilaschwili, 2017, 230,1 km/h (143,0 mph)
  - Jiří Veselý, 2014, 230,1 km/h (143,0 mph)
- Damen
  - Lucie Hradecká, 2015, 201,2 km/h (125,0 mph)
- Rollstuhl Herreneinzel
  - Tokito Oda, 2025, 164,1 km/h (102 mph)
- Rollstuhl Herrendoppel
  - Joachim Gérard, 2025, 164,1 km/h (102 mph)

## Siegertrophäen

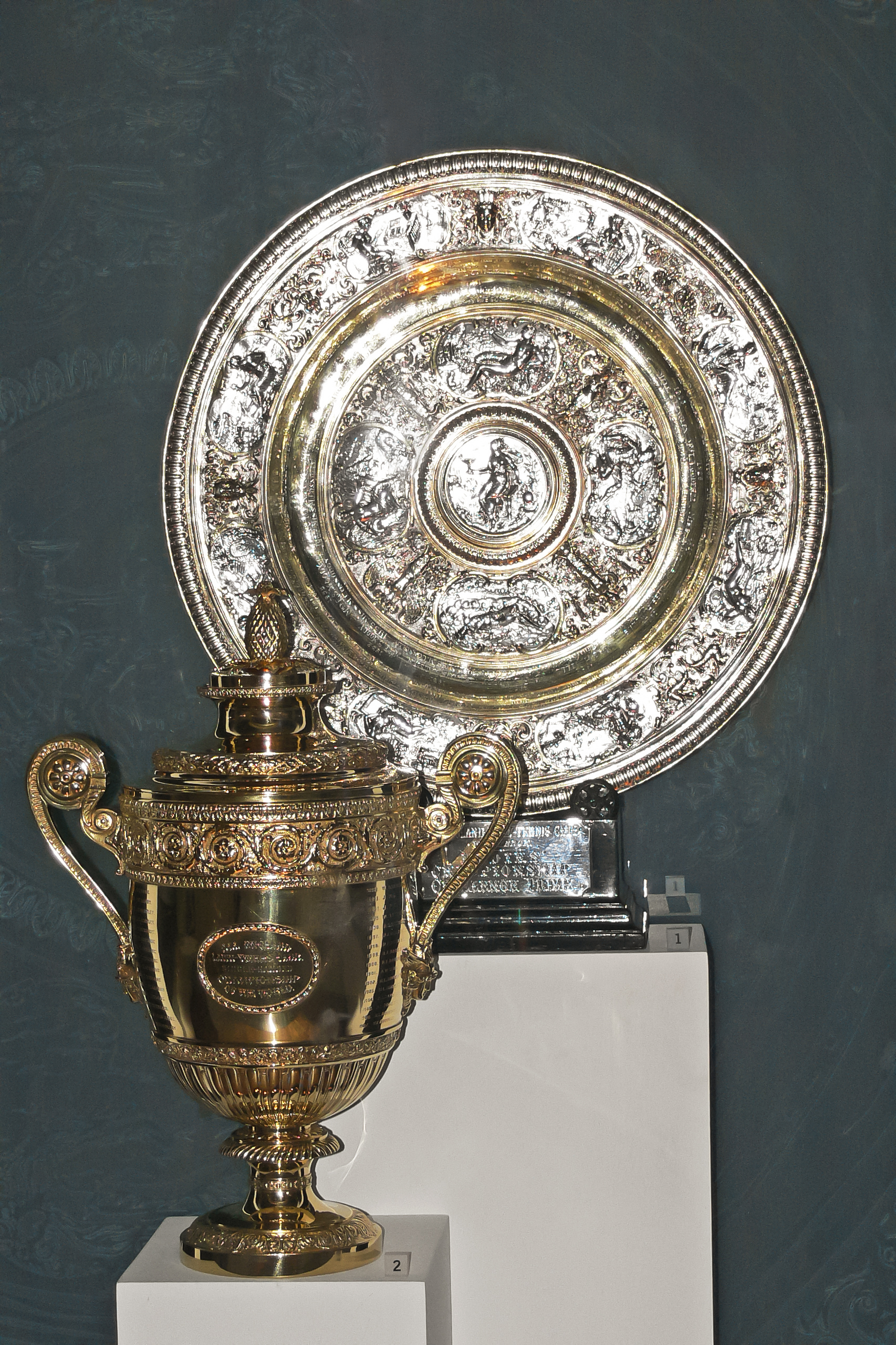
Die Trophäen für das Dameneinzel (oben) und das Herreneinzel (unten)

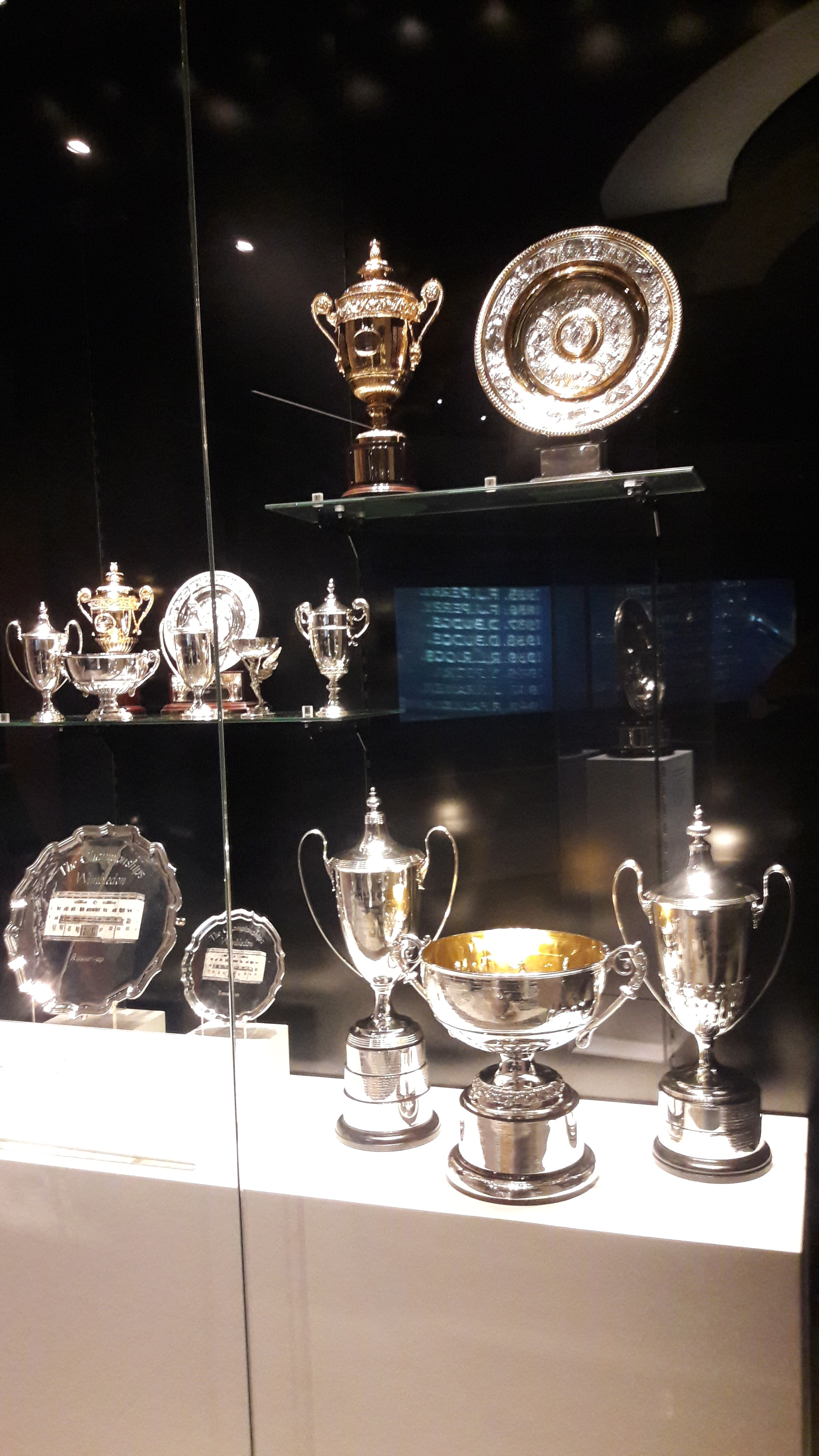
Siegerpokale, ausgestellt im All England Club Museum

Die Sieger der verschiedenen Wettbewerbe erhalten Siegertrophäen überreicht. Die bekanntesten und traditionsreichsten sind dabei die beiden Trophäen für das Herren- und Dameneinzel. Für den Sieger im Herreneinzel wird der Challenge-Cup überreicht, der 46 Zentimeter hoch ist und auf deren Spitze sich eine Ananas befindet. Die plausibelste Erklärung dafür ist, dass Ananas zu Beginn der Meisterschaften in der zweiten Hälfte des 19. Jahrhunderts als seltenes und exklusives Nahrungsmittel geschätzt wurden. Die Siegerin des Dameneinzels erhält seit 1886 die Rosewater Dish, einen silbernen Präsentierteller (engl. Salver) für Rosenwasser mit 48 Zentimeter Durchmesser. Diese wurde 1864 bei einem Silberschmied in Birmingham für 100 Guineas (umgerechnet etwa 13.000 Pfund oder 15.000 Euro) in Auftrag gegeben.
Die Sieger der Herren-, Damen- und Mixed-Doppel erhalten jeweils einen silbernen Pokal. Jeder Spieler des Doppels erhält eine Trophäe, im Gegensatz zu anderen Grand-Slam-Turnieren, bei denen sich die siegreichen Doppel nur einen Pokal teilen müssen. Der silberne Wanderpokal im Herrendoppel stammt ursprünglich vom Lawn Tennis Club der Universität Oxford und wurde 1884 dem All England Club gestiftet. Die Trophäe im Damendoppel, ein silberner Pokal mit Deckel, bekannt als „Duchess of Kent Challenge Cup“, wurde dem All England Club 1949 von der Duchess of Kent überreicht. Die Trophäe im Mixed-Doppel ist ein silberner Wanderpokal mit Deckel, der dem All England Club von der Familie der zweifachen Wimbledon-Doppelsiegerin Sydney Howard Smith überreicht wurde. Der Zweitplatzierte jeder Disziplin erhält einen gravierten Silberteller. Die Trophäen werden normalerweise von der Schirmherrin des All England Club, der Princess of Wales, überreicht. In die Trophäen werden jeweils die Sieger eingraviert. Beispielsweise sind die Namen der Gewinner von 1884 bis 1957 auf der Innenseite der Venus Rosewater-Schale eingraviert; diejenigen von 1958 bis 2015 auf der Außenseite. Ab 2016 wurde ein Sockel mit einem Sterlingsilberband hinzugefügt, um Platz für weitere Gravuren zu schaffen. Insgesamt werden 86 Pokale unmittelbar nach Matchende unter hohem Zeitdruck graviert. Die Trophäen enthalten bereits den neuen Siegernamen bei der Übergabe des Pokals während der Siegerehrung.

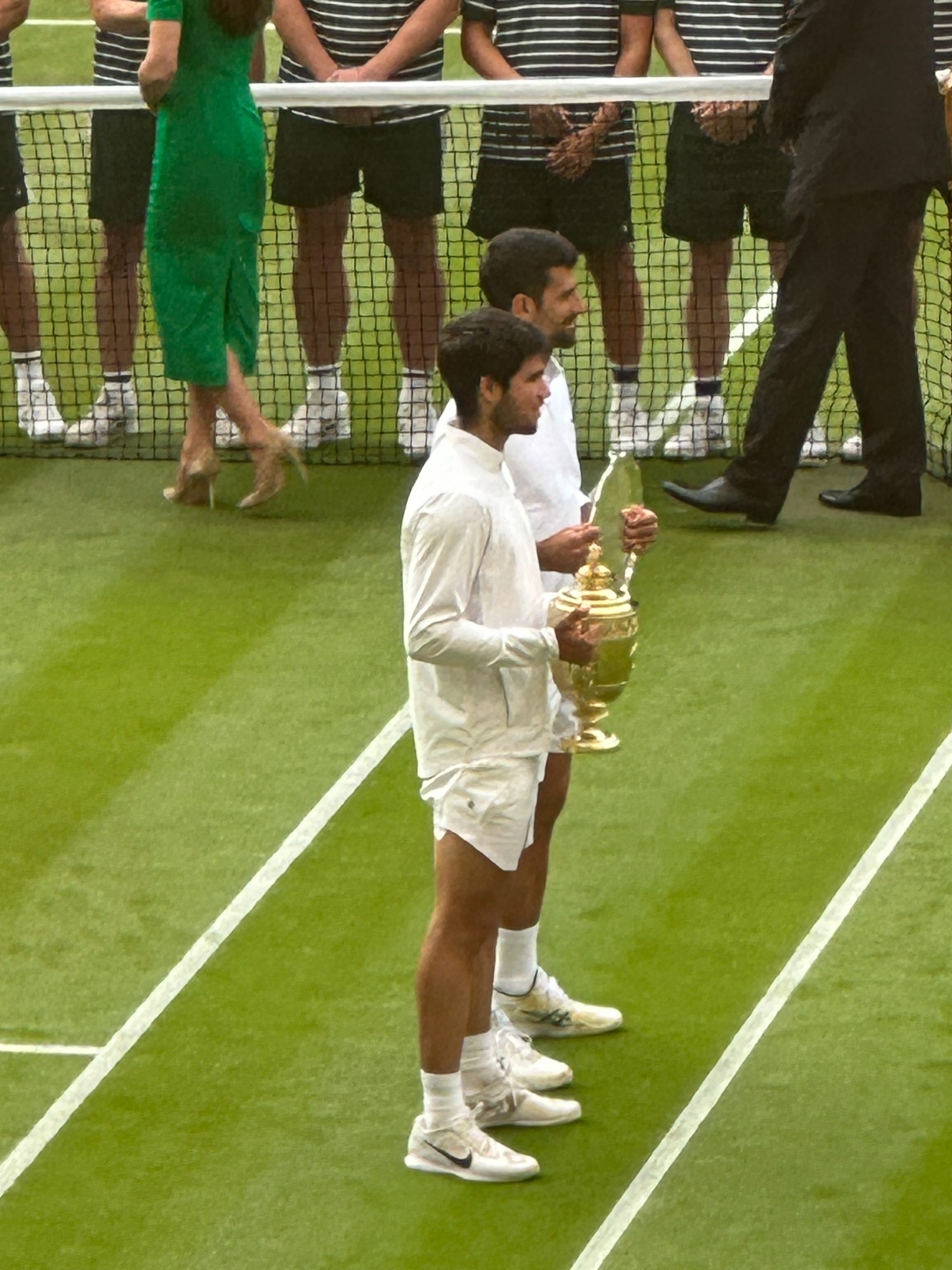
Sieger im Herren-Einzel 2023 Carlos Alcaraz und Novak Đoković, Finalist
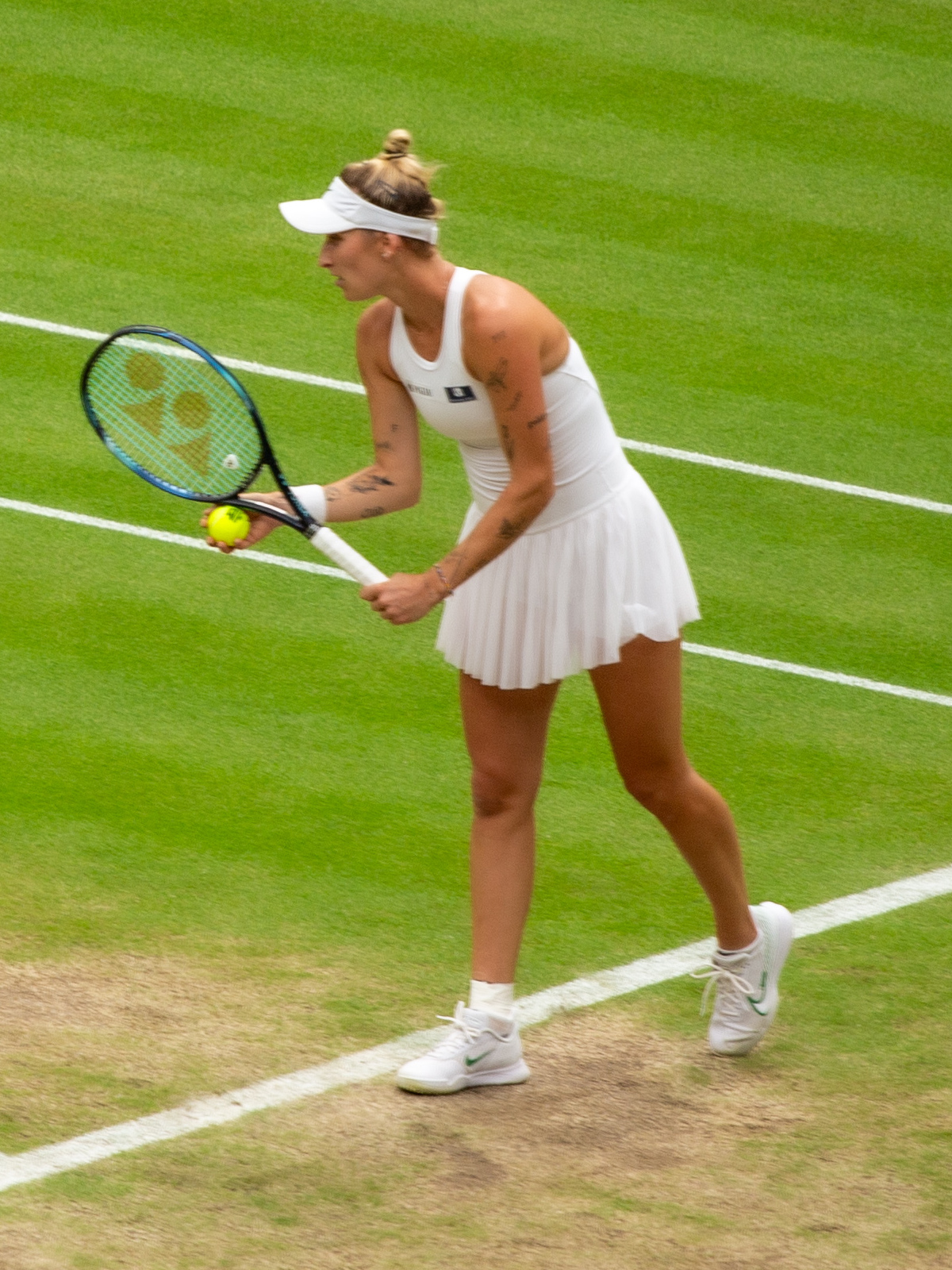
Siegerin im Damen-Einzel 2023 Markéta Vondroušová
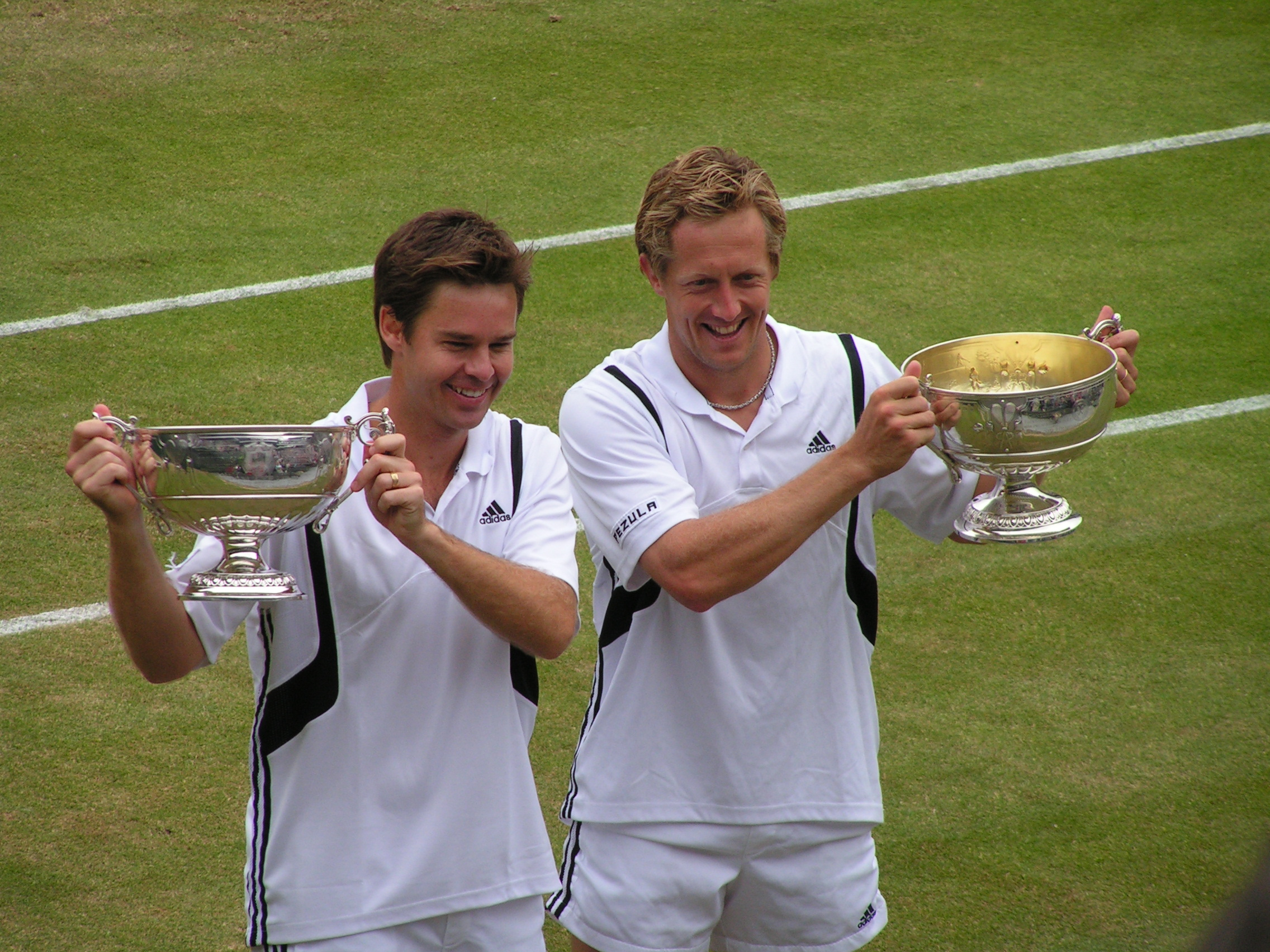
Jonas Björkman und Todd Woodbridge mit den Siegerpokalen im Herrendoppel, 2004

Die Stuhlschiedsrichter, die das jeweilige Endspiel leiten, erhalten einen silbernen Ehrenteller.

## Gewinner aus dem deutschsprachigen Raum
Zehn Deutsche, drei Schweizer, zwei Österreicher und ein Italiener aus Südtirol konnten bisher Titel in Wimbledon erringen:
| Sieger                               | Wettbewerb                    | Anzahl Siege | Jahre |
| ------------------------------------ | ----------------------------- | ------------ | --- |
| Roger Federer                        | Herreneinzel                  | 8            | 2003, 2004, 2005, 2006, 2007, 2009, 2012, 2017                                                                               |
| Steffi Graf                          | Dameneinzel Damendoppel       | 7 1          | 1988, 1989, 1991, 1992, 1993, 1995, 1996 1988 (mit Gabriela Sabatini)                                                        |
| Martina Hingis                       | Dameneinzel Damendoppel Mixed | 1 3 2        | 1997 1996 (mit Helena Suková) 1998 (mit Jana Novotná) 2015 (mit Sania Mirza) 2015 (mit Leander Paes) 2017 (mit Jamie Murray) |
| Boris Becker                         | Herreneinzel                  | 3            | 1985, 1986, 1989 |
| Michael Stich                        | Herreneinzel Herrendoppel     | 1            | 1991 1992 (mit John McEnroe)                                                                                                 |
| Jannik Sinner                        | Herreneinzel                  | 1            | 2025 |
| Cilly Aussem                         | Dameneinzel                   | 1            | 1931 |
| Angelique Kerber                     | Dameneinzel                   | 1            | 2018 |
| Philipp Petzschner                   | Herrendoppel                  | 1            | 2010 (mit Jürgen Melzer) |
| Claudia Kohde-Kilsch                 | Damendoppel                   | 1            | 1987 (mit Helena Suková) |
| Gottfried von Cramm Hilde Krahwinkel | Mixed                         | 1            | 1933 |
| Anna-Lena Grönefeld                  | Mixed                         | 1            | 2009 (mit Mark Knowles) |
| Heinz Günthardt                      | Herrendoppel                  | 1            | 1985 (mit Balázs Taróczy) |
| Jürgen Melzer                        | Herrendoppel Mixed            | 1            | 2010 (mit Philipp Petzschner) 2011 (mit Iveta Benešová)                                                                      |
| Alexander Peya                       | Mixed                         | 1            | 2018 (mit Nicole Melichar)                                                                                                   |

1931 und 1991 kam es jeweils zu einem deutschen Finale. Cilly Aussem gewann 1931 gegen Hilde Krahwinkel-Sperling das Damen-Einzel, Michael Stich entschied 1991 gegen Boris Becker die Herrenkonkurrenz für sich.

## Preisgeld
Das Preisgeld in Wimbledon ist seit Beginn der Profi-Ära 1968 stetig gestiegen. Wurden im ersten Jahr insgesamt nur etwas mehr als 26.000 Pfund verteilt, waren es 1985 schon knapp zwei Millionen. Seit 2007 wurde das Preisgeld in den Damenwettbewerben denjenigen der Herrenwettbewerbe angeglichen. In den letzten Jahren hat sich der Anstieg des Preisgeldes noch einmal deutlich erhöht. 2021 und 2022 gab es wegen der Auswirkungen der Corona-Pandemie weniger Geld zu verdienen als 2019. 2020 ist das Turnier dem Virus komplett zum Opfer gefallen. Insgesamt wurde 2023 an die Teilnehmer in Wimbledon ein Preisgeld in Höhe von 44,7 Millionen £ (52,3 Millionen Euro) ausgeschüttet. Das sind etwas mehr als im vorherigen Jahr, als insgesamt 47 Millionen Euro ausgeschüttet wurden. Die Sieger im Einzel (Damen und Herren) bekamen jeweils 2.350.000 £ (2,75 Millionen Euro). 2025 erreicht das ausgeschüttete Preisgeld einen neuen Rekord. Insgesamt werden 53,5 Millionen £ (62.842.705 €) an die Spieler gezahlt. Das Preisgeld für die Sieger im Herren- und Dameneinzel stieg auf jeweils 3 Millionen Pfund (3.523.890 Euro). Die Wimbledon Foundation hat parallel dazu in den zehn Jahren 2014 bis 2024 zwanzig Millionen Pfund (23,7 Millionen Euro) für wohltätige Zwecke gespendet. Ein Schwerpunkt ist die Verbesserung der Trinkwasserversorgung in den Entwicklungsländern.
| Preisgeldentwicklung Dameneinzel und Herreneinzel | Preisgeldentwicklung Dameneinzel und Herreneinzel | Preisgeldentwicklung Dameneinzel und Herreneinzel | Preisgeldentwicklung Dameneinzel und Herreneinzel | Preisgeldentwicklung Dameneinzel und Herreneinzel | Preisgeldentwicklung Dameneinzel und Herreneinzel | Preisgeldentwicklung Dameneinzel und Herreneinzel | Preisgeldentwicklung Dameneinzel und Herreneinzel | Preisgeldentwicklung Dameneinzel und Herreneinzel |             |
| Jahr                                              | Sieg                                              | Finale                                            | Halbfinale                                        | Viertelfinale                                     | Achtelfinale                                      | 3. Runde                                          | 2. Runde                                          | 1. Runde                                          |             |
| ------------------------------------------------- | ------------------------------------------------- | ------------------------------------------------- | ------------------------------------------------- | ------------------------------------------------- | ------------------------------------------------- | ------------------------------------------------- | ------------------------------------------------- | ------------------------------------------------- | ----------- |
| 2010                                              | 1.000.000 £                                       | 0500.000 £                                        | 250.000 £                                         | 125.000 £                                         | 062.500 £                                         | 031.250 £                                         | 018.750 £                                         | 011.250 £                                         |             |
| 2011                                              | 1.000.000 £                                       | 0550.000 £                                        | 275.000 £                                         | 137.500 £                                         | 068.750 £                                         | 034.375 £                                         | 020.125 £                                         | 011.500 £                                         |             |
| 2012                                              | 1.150.000 £                                       | 0575.000 £                                        | 287.500 £                                         | 145.000 £                                         | 075.000 £                                         | 038.875 £                                         | 023.125 £                                         | 014.500 £                                         |             |
| 2013                                              | 1.600.000 £                                       | 0800.000 £                                        | 400.000 £                                         | 205.000 £                                         | 105.000 £                                         | 063.000 £                                         | 038.000 £                                         | 023.500 £                                         |             |
| 2014                                              | 1.760.000 £                                       | 0880.000 £                                        | 440.000 £                                         | 226.000 £                                         | 117.000 £                                         | 071.000 £                                         | 043.000 £                                         | 027.000 £                                         |             |
| 2015                                              | 1.890.000 £                                       | 0940.000 £                                        | 470.000 £                                         | 241.000 £                                         | 127.000 £                                         | 077.000 £                                         | 047.000 £                                         | 029.000 £                                         |             |
| 2016                                              | 2.000.000 £                                       | 1.000.000 £                                       | 500.000 £                                         | 250.000 £                                         | 132.000 £                                         | 080.000 £                                         | 050.000 £                                         | 030.000 £                                         |             |
| 2017                                              | 2.200.000 £                                       | 1.100.000 £                                       | 550.000 £                                         | 275.000 £                                         | 147.000 £                                         | 090.000 £                                         | 057.000 £                                         | 035.000 £                                         |             |
| 2018                                              | 2.250.000 £                                       | 1.125.000 £                                       | 562.000 £                                         | 281.000 £                                         | 163.000 £                                         | 100.000 £                                         | 063.000 £                                         | 039.000 £                                         |             |
| 2019                                              | 2.350.000 £                                       | 1.175.000 £                                       | 588.000 £                                         | 294.000 £                                         | 176.000 £                                         | 111.000 £                                         | 072.000 £                                         | 045.000 £                                         |             |
| 2020                                              | ausgefallen                                       | ausgefallen                                       | ausgefallen                                       | ausgefallen                                       | ausgefallen                                       | ausgefallen                                       | ausgefallen                                       | ausgefallen                                       | ausgefallen |
| 2021                                              | 1.700.000 £                                       | 0900.000 £                                        | 465.000 £                                         | 300.000 £                                         | 181.000 £                                         | 115.000 £                                         | 075.000 £                                         | 048.000 £                                         |             |
| 2022                                              | 2.000.000 £                                       | 1.050.000 £                                       | 535.000 £                                         | 310.000 £                                         | 190.000 £                                         | 120.000 £                                         | 078.000 £                                         | 050.000 £                                         |             |
| 2023                                              | 2.350.000 £                                       | 1.175.000 £                                       | 600.000 £                                         | 340.000 £                                         | 207.000 £                                         | 131.000 £                                         | 085.000 £                                         | 055.000 £                                         |             |
| 2024                                              | 2.700.000 £                                       | 1.400.000 £                                       | 715.000 £                                         | 375.000 £                                         | 226.000 £                                         | 143.000 £                                         | 093.000 £                                         | 060.000 £                                         |             |
| 2025                                              | 3.000.000 £                                       | 1.520.000 £                                       | 775.000 £                                         | 400.000 £                                         | 240.000 £                                         | 152.000 £                                         | 099.000 £                                         | 066.000 £                                         |             |

| Preisgeldentwicklung Doppel | Preisgeldentwicklung Doppel | Preisgeldentwicklung Doppel | Preisgeldentwicklung Doppel | Preisgeldentwicklung Doppel | Preisgeldentwicklung Doppel | Preisgeldentwicklung Doppel | Preisgeldentwicklung Doppel |
| Jahr                        | Sieg                        | Finale                      | Halbfinale                  | Viertelfinale               | 3. Runde                    | 2. Runde                    | 1. Runde                    |
| --------------------------- | --------------------------- | --------------------------- | --------------------------- | --------------------------- | --------------------------- | --------------------------- | --------------------------- |
| 2021                        | 480.000 £                   | 240.000 £                   | 120.000 £                   | 60.000 £                    | 30.000 £                    | 19.000 £                    | 12.000 £                    |
| 2022                        | 540.000 £                   | 270.000 £                   | 135.000 £                   | 67.000 £                    | 33.000 £                    | 20.000 £                    | 12.500 £                    |
| 2023                        | 600.000 £                   | 300.000 £                   | 150.000 £                   | 75.000 £                    | 36.250 £                    | 22.000 £                    | 13.750 £                    |
| 2024                        | 650.000 £                   | 330.000 £                   | 167.000 £                   | 84.000 £                    | 42.000 £                    | 25.000 £                    | 15.750 £                    |
| 2025                        | 680.000 £                   | 345.000 £                   | 174.000 £                   | 87.500 £                    | 43.750 £                    | 26.000 £                    | 16.500 £                    |

Das Preisgeld wurde pro Team bezahlt.
| Preisgeldentwicklung Mixed | Preisgeldentwicklung Mixed | Preisgeldentwicklung Mixed | Preisgeldentwicklung Mixed | Preisgeldentwicklung Mixed | Preisgeldentwicklung Mixed | Preisgeldentwicklung Mixed | Preisgeldentwicklung Mixed |
| Jahr                       | Sieg                       | Finale                     | Halbfinale                 | Viertelfinale              | 3. Runde                   | 2. Runde                   | 1. Runde                   |
| -------------------------- | -------------------------- | -------------------------- | -------------------------- | -------------------------- | -------------------------- | -------------------------- | -------------------------- |
| 2021                       | 100.000 £                  | 50.000 £                   | 25.000 £                   | 12.000 £                   | 6.000 £                    | 3.000 £                    | 1.500 £                    |
| 2022                       | 124.000 £                  | 62.000 £                   | 31.000 £                   | 16.000 £                   | 7.500 £                    | 3.750 £                    | –                          |
| 2023                       | 128.000 £                  | 64.000 £                   | 32.000 £                   | 16.500 £                   | 7.750 £                    | 4.000 £                    | –                          |
| 2024                       | 130.000 £                  | 65.000 £                   | 33.000 £                   | 17.000 £                   | 8.500 £                    | 4.250 £                    | –                          |
| 2025                       | 135.000 £                  | 68.000 £                   | 34.000 £                   | 17.500 £                   | 9.000 £                    | 4.500 £                    | –                          |

Das Preisgeld wurde pro Team bezahlt.
| Preisgeldentwicklung Rollstuhl-Einzel und Quadeinzel | Preisgeldentwicklung Rollstuhl-Einzel und Quadeinzel | Preisgeldentwicklung Rollstuhl-Einzel und Quadeinzel | Preisgeldentwicklung Rollstuhl-Einzel und Quadeinzel | Preisgeldentwicklung Rollstuhl-Einzel und Quadeinzel | Preisgeldentwicklung Rollstuhl-Einzel und Quadeinzel |
| Jahr                                                 | Sieg                                                 | Finale                                               | Halbfinale                                           | Viertelfinale                                        | 1. Runde                                             |
| ---------------------------------------------------- | ---------------------------------------------------- | ---------------------------------------------------- | ---------------------------------------------------- | ---------------------------------------------------- | ---------------------------------------------------- |
| 2021                                                 | 48.000 £                                             | 24.000 £                                             | 16.500 £                                             | 11.500 £                                             | –                                                    |
| 2022                                                 | 51.000 £                                             | 26.000 £                                             | 17.500 £                                             | 12.000 £                                             | –                                                    |
| 2023                                                 | 60.000 £                                             | 31.000 £                                             | 21.000 £                                             | 14.500 £                                             | –                                                    |
| 2024                                                 | 65.000 £                                             | 34.000 £                                             | 23.000 £                                             | 15.500 £                                             | 10.000 £                                             |
| 2025                                                 | 68.000 £                                             | 36.000 £                                             | 24.000 £                                             | 16.250 £                                             | 10.750 £                                             |

| Preisgeldentwicklung Rollstuhl-Doppel und Quaddoppel | Preisgeldentwicklung Rollstuhl-Doppel und Quaddoppel | Preisgeldentwicklung Rollstuhl-Doppel und Quaddoppel | Preisgeldentwicklung Rollstuhl-Doppel und Quaddoppel | Preisgeldentwicklung Rollstuhl-Doppel und Quaddoppel |
| Jahr                                                 | Sieg                                                 | Finale                                               | Halbfinale                                           | Viertelfinale                                        |
| ---------------------------------------------------- | ---------------------------------------------------- | ---------------------------------------------------- | ---------------------------------------------------- | ---------------------------------------------------- |
| 2021                                                 | 20.000 £                                             | 10.000 £                                             | 6.000 £                                              | –                                                    |
| 2022                                                 | 22.000 £                                             | 11.000 £                                             | 6.500 £                                              | –                                                    |
| 2023                                                 | 26.000 £                                             | 13.000 £                                             | 8.000 £                                              | –                                                    |
| 2024                                                 | 28.000 £                                             | 14.000 £                                             | 8.500 £                                              | 5.250 £                                              |
| 2025                                                 | 30.000 £                                             | 15.000 £                                             | 9.000 £                                              | 5.500 £                                              |

Das Preisgeld wurde pro Team bezahlt.

### 2020
Im Jahr 2020 fielen die Wimbledon Championships wegen der COVID-19-Pandemie aus. Dank der Pandemieversicherung des AELTC, konnten 10 Millionen Pfund Preisgeld unter den 620 Spielern verteilt werden, die an den Championships 2020 teilgenommen hätten. Jeder Spieler erhielt eine Ausgleichszahlung. Das Geld, das durch die Versicherung gedeckt war, wurde wie folgt verteilt:
- 25.000 Pfund jeweils für die 256 Spieler in den Einzel-Hauptfeldern, Damen und Herren
- 12.500 Pfund jeweils für die 224 Spieler in den Einzel-Qualifikationen, Damen und Herren
- 6.250 Pfund jeweils für die 120 Spieler in den Doppel-Hauptfeldern, Damen und Herren
- 6.000 Pfund jeweils für die 16 Spieler in den Rollstuhlwettbewerben
- 5.000 Pfund jeweils für 4 Spieler in den Quadwettbewerben.[55]

### 2025
In den Qualifikationsrunden, an denen weitere 128 Spieler teilnehmen, beträgt 2025 das Preisgeld in der 1. Qualifikationsrunde 15.500 £, in der 2. Qualifikationsrunde 26.000 £ und in der 3. Qualifikationsrunde 41.500 £.
Die Siegerteams im Doppel erhalten 2025 zusammen jeweils 680.000 £, im Mixed 135.000 £, was auch das geringere Interesse des Publikums und der Medien an diesen Turnieren widerspiegelt. Im Rollstuhltennis und im Quad erhalten der Sieger sowie die Siegerin jeweils 68.000 £, im Doppel (als Team) jeweils 30.000 £.
Im Junioren-Tennisturnier, an denen 14- bis 18-jährige teilnehmen, gibt es kein Preisgeld, da es als unangemessen angesehen wird, Kinder dem Druck auszusetzen, direkt um Geld zu spielen. Sie erhalten jedoch Ranglistenpunkte, die für ihre internationale Junioren-Rangliste angerechnet werden.

## Steuern
50 Prozent des jeweiligen Preisgelds müssen die Sportler direkt an den britischen Fiskus abführen. Zusätzlich muss jeder Tennisspieler seit 2010 einen Teil seiner Werbeeinnahmen zusätzlich mit 50 Prozent in England versteuern. Dieser Teil errechnet sich aus dem prozentualen Anteil seiner Jahreswerbeeinnahmen aus allen bestrittenen Turniertagen eines Jahres im Verhältnis zur Anzahl der im Zusammenhang mit dem Wimbledon-Turnier absolvierten Aufenthaltstage in England. Es zählen neben den Wettkampftagen auch Medientage, Trainingstage und Erholungstage sowie Fitnessstudio-Tage und sogar Sponsoren-Promo-Tage dazu. Beispielsweise musste Roger Federer 2017 (Preisgeld für den Sieg: 2.200.000 £, entsprach damals rund 2.897.000 Schweizer Franken) wegen seiner jährlichen Werbe-Einnahmen von geschätzt 50 Millionen Franken am Ende insgesamt über 2,6 Millionen Franken Steuern zahlen. Bei rund 280 Wettkampftagen machen die 14 Tage Wimbledon fünf Prozent aus, was bei 50 Millionen Franken 2,5 Millionen entspricht, die mit einem Steuersatz von 50 Prozent besteuert wurden. Laut der Zeitschrift „Blick“ hat der Schweizer seit seinem ersten Wimbledon-Auftritt 1999 rund 29 Millionen Euro Steuern in Großbritannien gezahlt. Auf Grund dieses Besteuerungssystems kann es sein, dass Athleten mit hohen Werbeeinnahmen mehr Steuern zahlen müssen, als sie durch ein Preisgeld einnehmen würden. Es kam in der Vergangenheit aus diesem Grund zu Absagen, etwa 2011 durch Rafael Nadal beim Queens Club oder 2010 durch Usain Bolt beim Diamond-League-Meeting in London. Da wie in Wimbledon auf Rasen gespielt wird, würde das Turnier im Queens Club als ideale Vorbereitung für Wimbledon gelten, jedoch bevorzugen die meisten Top-Spieler, sich aus diesen Besteuerungsgründen bei Rasenturnieren in Deutschland (Berlin, Bad Homburg, Halle), in den Niederlanden (‘s-Hertogenbosch) oder Spanien (Mallorca) vorzubereiten. Dort werden nur die Preisgelder versteuert. Sonstige Einnahmen der Spieler werden – mit Ausnahmen, wie USA oder Frankreich – nach den Gesetzen des Landes besteuert, in dem sie ihren ständigen Wohnsitz haben. Deshalb verlegen die Spieler oft ihren Wohnsitz in Länder, in denen keine oder nur geringe Steuern zu zahlen sind, wie Monte-Carlo oder Dubai. Eine der rühmlichen Ausnahmen ist der Spanier Rafael Nadal, der seinen ständigen Wohnsitz in Mallorca behalten hat.

## Vergleich der Preisgelder für die Sieger
| Veranstaltung   | Preisgeld     | in Euro     |
| --------------- | ------------- | ----------- |
| US Open         | 3.000.000 $   | 2.765.869 € |
| Wimbledon       | 2.350.000 £   | 2.758.406 € |
| French Open     | 2.300.000 €   | 2.300.000 € |
| Australian Open | 2.975.000 AU$ | 1.761.694 € |

| Veranstaltung   | Preisgeld     | in Euro     |
| --------------- | ------------- | ----------- |
| US Open         | 3.600.000 $   | 3.290.058 € |
| Wimbledon       | 2.700.000 £   | 3.199.581 € |
| French Open     | 2.400.000 €   | 2.400.000 € |
| Australian Open | 3.150.000 AU$ | 1.906.695 € |

| Veranstaltung   | Preisgeld     | in Euro     |
| --------------- | ------------- | ----------- |
| US Open         | 5.000.000 $   | 4.295.850 € |
| Wimbledon       | 3.000.000 £   | 3.524.730 € |
| French Open     | 2.550.000 €   | 2.550.000 € |
| Australian Open | 3.500.000 AU$ | 2.111.000 € |

## Weltranglistenpunkte
Der Sieger im Herren-Einzel erhält seit der Saison 2024 – wie bei allen Grand-Slam-Turnieren – 2000 Punkte für die ATP-Weltrangliste. Der Finalist erhält 1300 Punkte. Für das Erreichen des Halbfinales erhält man 800 Punkte, des Viertelfinales 400 Punkte, des Achtelfinales 200 Punkte. Die Siegerin im Damen-Einzel erhält 2000 Punkte für die WTA-Weltrangliste, die Finalistin 1300 Punkte. Für das Erreichen des Halbfinales erhält man 780 Punkte, des Viertelfinales 430 Punkte, des Achtelfinales 240 Punkte.

## Balljungen und Ballmädchen

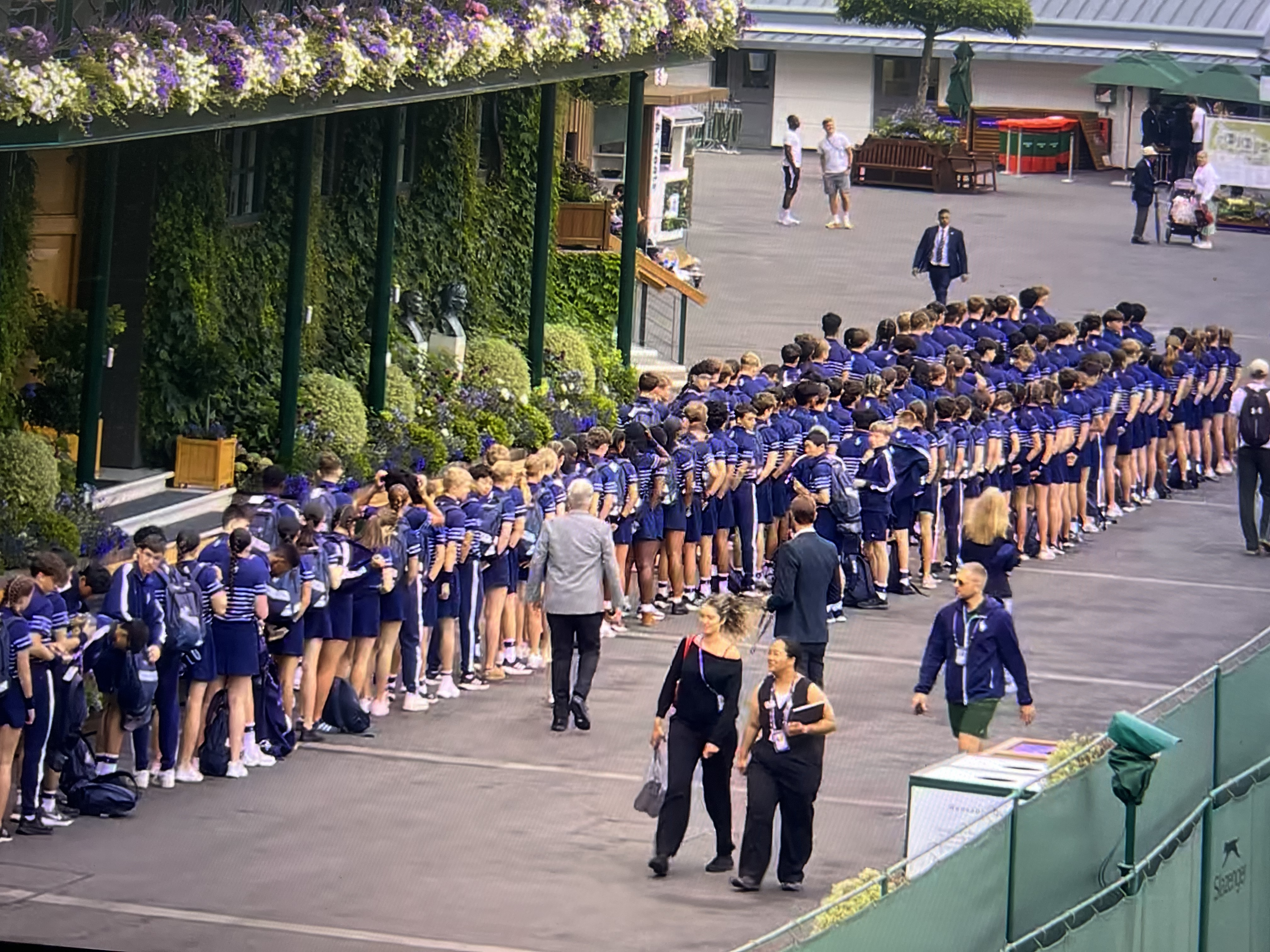
Balljungen und Ballmädchen vor ihrem Einsatz in Wimbledon 2025

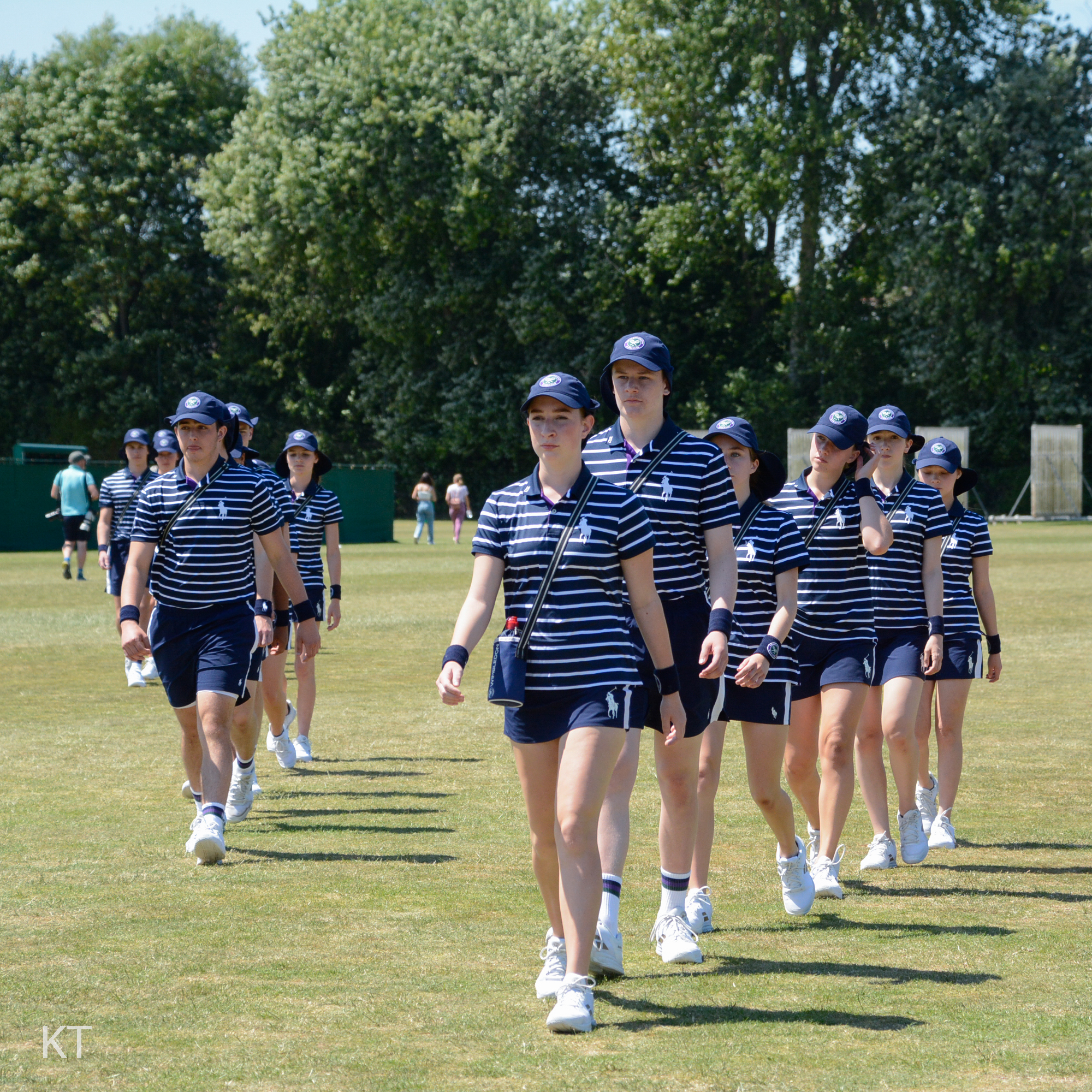
Balljungen und Ballmädchen in neuen Trikots 2022

Es bewerben sich Schüler verschiedener Schulen. 170 werden aus ungefähr 750 Bewerbern der Jahrgangsstufen 9 und 10 ausgewählt, und 80 werden aus ungefähr 250 Balljungen/-mädchen aus früheren Jahrgängen ausgewählt. Bis 1977 gab es nur Balljungen. Ab 1977 wurden auch Ballmädchen eingesetzt, ab 1985 auch am Centre Court.
Die Bewerber werden zunächst von ihrem Schulleiter nominiert. Um ausgewählt zu werden, müssen sie schriftliche Tests zu den Tennisregeln sowie Fitness-, Mobilitäts- und andere Eignungstests bestehen. Erfolgreiche Kandidaten beginnen dann im Februar mit einer Trainingsphase, in der die endgültigen Balljungen und Ballmädchen durch kontinuierliche Beurteilung ausgewählt werden. Im Jahr 2008 betrug die Zahl der Schulungsteilnehmer 600. Die Schulung umfasst wöchentliche Sitzungen mit körperlicher, verfahrenstechnischer und theoretischer Unterweisung, um sicherzustellen, dass die Jugendlichen schnell, wachsam, selbstbewusst und anpassungsfähig in verschiedenen Situationen sind. Ab 2011 findet das erste Training auf den überdachten Plätzen des Wimbledon All England Lawn Tennis Club neben dem Gelände statt und wird dann in der Woche vor den Meisterschaften auf die Außenplätze 8, 9 und 10 verlegt, damit man ein Gefühl für die Rasenplätze bekommt.
Die Balljungen und -mädchen haben die Vorgabe, dass sie möglichst unauffällig agieren. Sechs sechsköpfige Teams werden ausgewählt, um für die Center- und No.1-Courts verantwortlich zu sein, sechs Sechserteams rotieren auf den anderen Tennisplätzen. Üblicherweise sind sie eine Stunde im Einsatz, gefolgt von einer einstündigen Pause. Im Laufe des Turniers reduziert sich sukzessive die Anzahl der Balljungen und Ballmädchen auf 80, da immer weniger Matches ausgetragen werden. Der durchschnittliche Verdienst von Balljungen und -mädchen, die in Wimbledon arbeiten, beträgt etwa 200 £ (234 €) pro Woche. In einem typischen Jahr sind rund 250 Balljungen und -mädchen im Einsatz, deren Durchschnittsalter 15 Jahre beträgt. Seit 2006 tragen Funktionäre, Balljungen und Ballmädchen neue marineblaue und cremefarbene Uniformen des Unternehmens Ralph Lauren Corporation des amerikanischen Modedesigners Ralph Lauren.

## Ticketverkauf

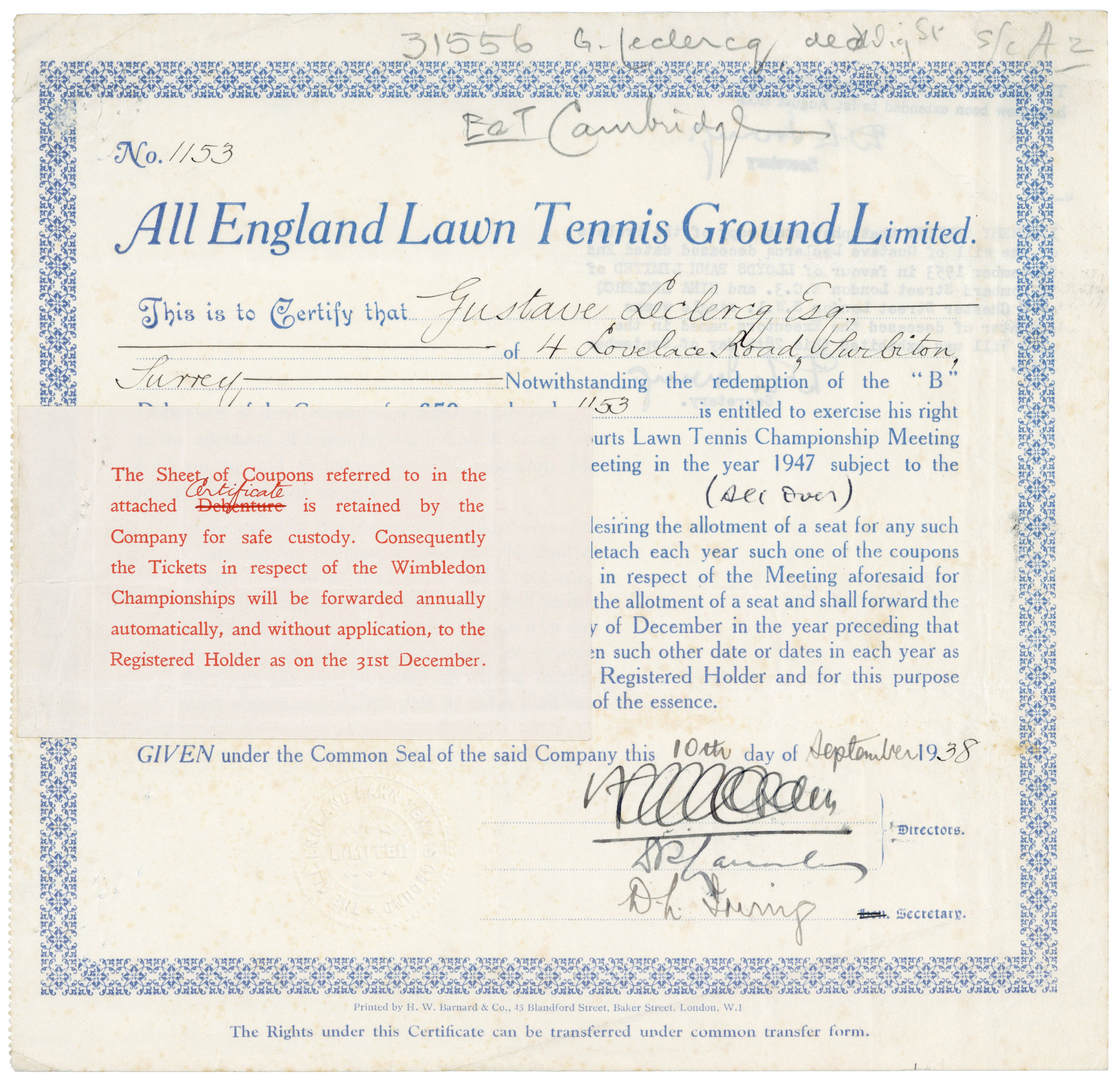
Schuldverschreibung der All England Lawn Tennis Ground Limited über 50 £, ausgegeben am 10. September 1938.

Seit 1920 werden zinslose Wimbledon-Anleihen (englisch debentures) an Tennisfans verkauft, um Mittel für Investitionsausgaben zu beschaffen. Alle fünf Jahre erfolgt die Ausgabe einer neuen Anleihe mit einer Laufzeit von ebenfalls fünf Jahren, wobei die Ausgabe jeweils zwei Jahre vor dem ersten Jahr des Ausgabezeitraums stattfindet. Es gibt eigene Debentures für den Centre Court und auch eigene Debentures nur für Court No.1.
Die Höhe des einzuzahlenden Betrags für die Centre Court Debentures 2026–2030 beträgt 116.000 £ (ca. 137.600 €). Insgesamt gibt es 2.500 Debentures für den Centre Court und 1.250 für Court No.1, für den das Debenture 73.000 £ (ca. 86.000 €) beträgt. Sie berechtigen entsprechend zum Zugang zum Centre Court oder zu Court Nr. 1 sowie in beiden Fällen zum Zugang zu exklusiven Restaurants. Mit jeder einzelnen Anleihe wird für fünf Jahre jeweils eine Eintrittskarte für jeden Tag erworben. So konnten bis April 2024 Debentures für den Zeitraum 2026–2030 erworben werden. Sie werden am Ende des fünften Jahres zum Nennwert zurückgezahlt. Aber auch während der Laufzeit der Anleihe werden sie und die damit verbundenen Eintrittskarten über spezielle Broker gehandelt beziehungsweise ersteigert.
Seit 1924 wird ein Großteil der Wimbledon-Tickets verlost. Von August (UK Residents) bzw. November (Non-UK Residents) bis Dezember kann man sich für diese Verlosung anmelden, wobei weder Tag noch Court gewählt werden können. Die Eintrittskarten zu den Wimbledon Championships sind sehr begehrt und sehr schnell ausverkauft. Das Event ist jedoch eines der wenigen großen Sportereignisse, bei denen man an den meisten Spieltagen aus einem reservierten Kontingent noch Premium-Tickets kaufen kann. Jeden Tag bildet sich eine lange Warteschlange aus tausenden Interessenten, um entweder eines der begrenzt verfügbaren Show-Court-Tickets oder ein Grounds-Ticket zu kaufen. Tickets werden zum best verfügbaren Preis verkauft, eines pro Person in der Warteschlange und sind nicht übertragbar. Die Warteschlange beginnt oft schon am Vorabend und nimmt sehr früh am Morgen zu. Jeden Tag werden 500 Tickets für den Centre Court (ausgenommen die letzten vier Tage), den Court Nr. 1 und den Court Nr. 2 verkauft. Mit dem Grounds Pass hat man Zugang zu allen Plätzen, einschließlich Platz Nr. 3, Platz 12 und Platz 18 sowie zum Henman Hill, wo man das Geschehen am Centre Court und Platz Nr. 1 auf einer Großleinwand verfolgen kann.

## The Hill

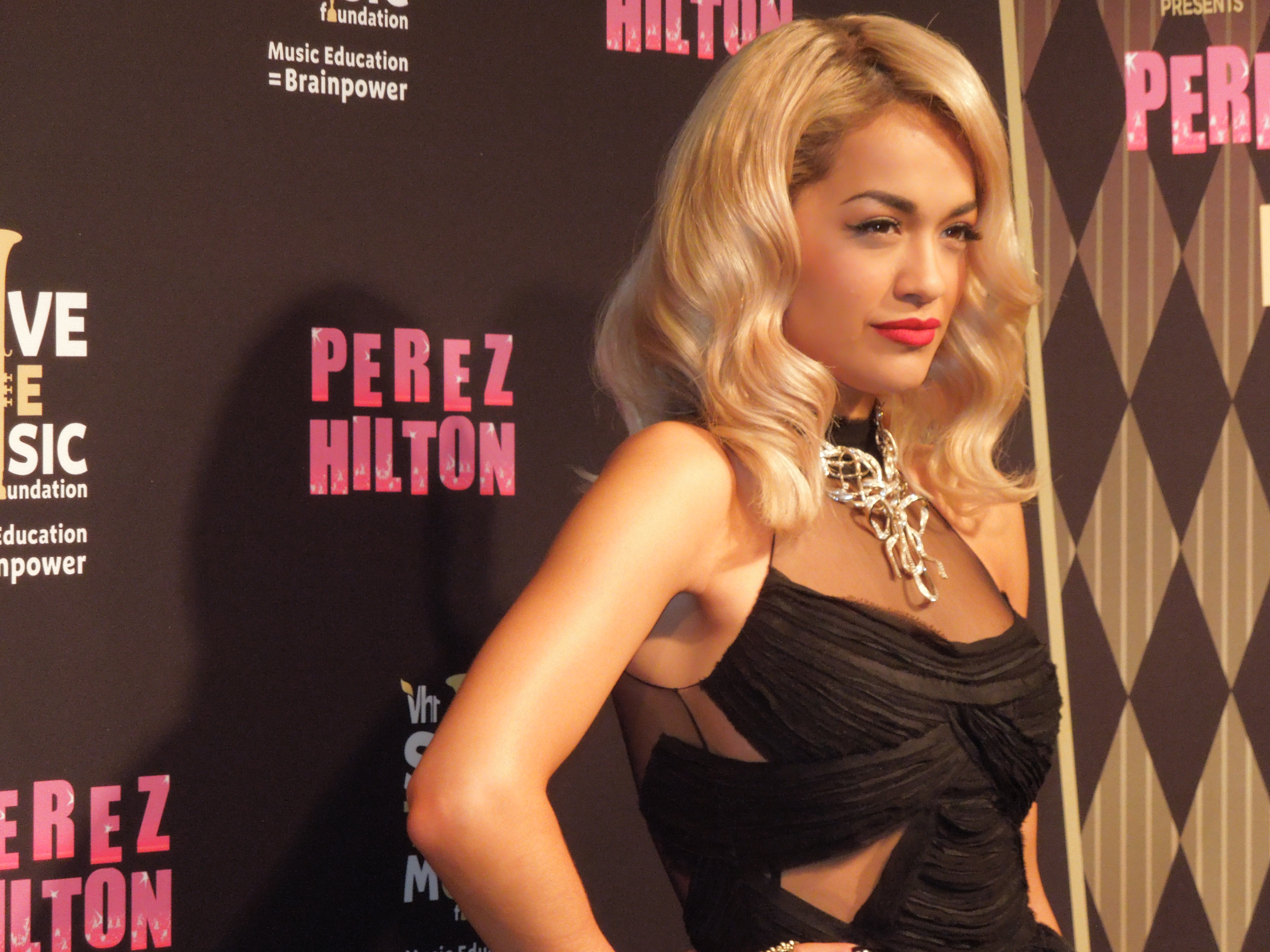
Rita Ora

Die Final-Wettbewerbe der Wimbledon Championships (Dameneinzel, Herreneinzel, Damendoppel, Herrendoppel) werden live als Public Viewing in New York City im Brooklyn Bridge Park im sogenannten The Hill, als Pendant zum Original Henman Hill in Wimbledon, angeboten. Die Veranstaltung wurde 2025 zum vierten Mal in New York durchgeführt und begann am vorausgehenden Freitag Abend mit einem Livekonzert (2025 mit Rita Ora). Ursprünglich konnten sich 5000 Zuschauer um kostenlose Eintrittskarten bewerben, jedoch verzeichnete The Hill 2025 einen Rekord von 10.000 Zuschauern. Durch die Verschiebung des Matchbeginns in Wimbledon um zwei Stunden, beginnt dort die Live-Übertragung um 9:00 Uhr Ortszeit.

## Wimbledon eChamps
Der All England Lawn Tennis Club führt ein E-Tennissport-Turnier durch. Die International Tennis Federation (ITF) hat 2021 eine neue E-Sport-Initiative ins Leben gerufen, an der sich auch Wimbledon beteiligt. Neben dem PlayStation-5-Spiel TopSpin 2K25 wird auch das Tennis Clash durchgeführt. Auf jeder Plattform wird ein Wimbledon eChampion gekrönt. Der erstmalige Sieger war 2024 der Schotte Brad Zellman. Sieger im TopSpin 2K25 wurde 2025 der Franzose Jules Garouste, im Tennis Clash der Italiener Victor Ionescu.

## Veranstaltungsdaten in Wimbledon
Die 138. Wimbledon Championships 2025 fanden vom 30. Juni 2025 bis 13. Juli 2025 statt. Die Qualifikationswettbewerbe fanden vom 23. bis 26. Juni 2025 im Sports Centre im Londoner Stadtteil Roehampton statt.
Die 139. Wimbledon Championships 2026 finden vom 29. Juni 2026 bis 12. Juli 2026 statt. Die Qualifikationswettbewerbe finden vom 22. bis 25. Juni 2026 statt.
Die 140. Wimbledon Championships 2027 finden vom 28. Juni 2027 bis 11. Juli 2027 statt. Die Qualifikationswettbewerbe finden vom 21. bis 24. Juni 2027 statt.